# Misterios gloriosos
Los misterios gloriosos son parte de la oración católica del Rosario, en concreto la última de las cuatro series de cinco misterios. Después de los misterios gozosos del anuncio y la infancia de Jesús, los misterios luminosos de la vida pública de Cristo y los misterios dolorosos de la pasión, los misterios gloriosos abarcan desde la Resurrección de Cristo hasta la Coronación de la Santísima Virgen. 
Desde la institución de los misterios luminosos por Juan Pablo II, se reservan el miércoles y el domingo para recitar y meditar los misterios gloriosos.Se incluye la designación en latín entre paréntesis después del nombre de cada misterio.

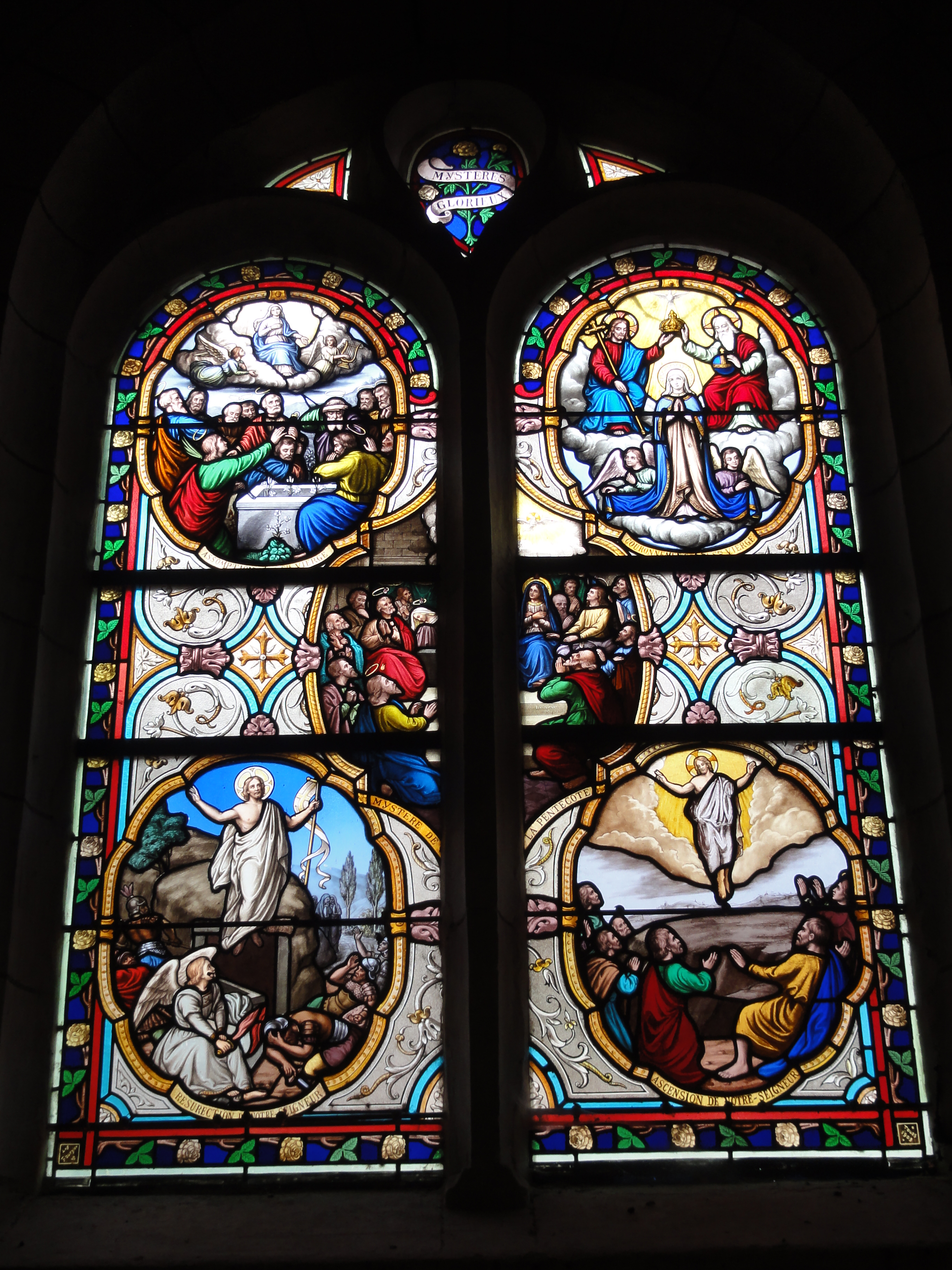
Vitral de los misterios gloriosos en la Iglesia de Montlouis-sur-Loire, Francia.

## La Resurrección

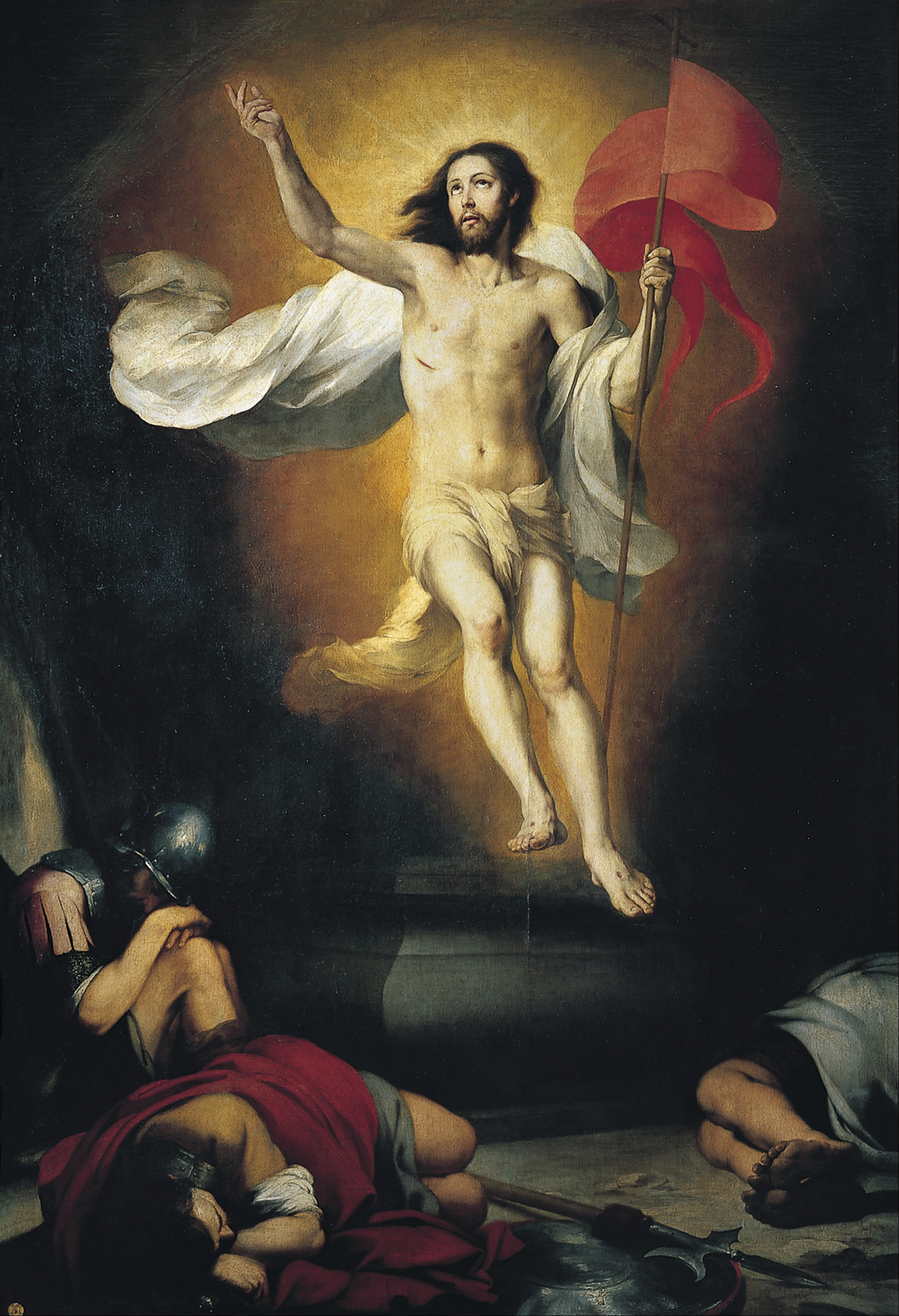
Resurrección del Señor, de Bartolomé Esteban Murillo.

La resurrección de Cristo, al tercer día después de su entierro (Resurrectio)

### En el Nuevo Testamento

#### Según Mateo
"Pasado el sábado, al alborear el primer día de la semana, María Magdalena y la otra María fueron a ver el sepulcro. De pronto se produjo un gran terremoto, pues un ángel del Señor bajó del cielo y, acercándose, hizo rodar la piedra y se sentó encima de ella. Su aspecto era como el relámpago, y su vestido, blanco como la nieve. Los guardias, atemorizados al verlo, se pusieron a temblar y se quedaron como muertos. El ángel se dirigió a las mujeres y les dijo: «Vosotras no temáis, pues sé que buscáis a Jesús, el Crucificado. Pero no está aquí, pues ha resucitado, como había anunciado. Venid, ved el lugar donde estaba. Y ahora id enseguida a decir a sus discípulos: ‘Ha resucitado de entre los muertos e irá delante de vosotros a Galilea; allí lo veréis.’ Ya os lo he dicho.» Ellas partieron a toda prisa del sepulcro, con miedo y gran gozo, y corrieron a dar la noticia a sus discípulos."
En esto, Jesús les salió al encuentro y les dijo: «¡Salve!» Ellas, acercándose, se asieron de sus pies y lo adoraron. Entonces les dijo Jesús: «No temáis. Id y avisad a mis hermanos que vayan a Galilea; allí me verán.»"

#### Según Marcos
"Pasado el sábado, María Magdalena, María la de Santiago y Salomé compraron aromas para ir a embalsamarlo. Y muy de madrugada, el primer día de la semana, a la salida del sol, fueron al sepulcro. Se decían unas a otras: «¿Quién nos retirará la piedra de la puerta del sepulcro?» Pero, al alzar la mirada, vieron que la piedra estaba ya retirada; y eso que era muy grande. Al entrar en el sepulcro, vieron a un joven sentado en el lado derecho, vestido con una túnica blanca, y se asustaron. Pero él les dijo: «No os asustéis; sé que buscáis a Jesús de Nazaret, el Crucificado. Pero ha resucitado, ya no está aquí. Ved el lugar donde lo pusieron. Id, sin embargo, a decir a sus discípulos y a Pedro que irá delante de vosotros a Galilea; allí lo veréis, como os dijo.» Ellas salieron huyendo del sepulcro, pues un gran temblor y espanto se había apoderado de ellas. Y no dijeron nada a nadie, porque tenían miedo...
Jesús resucitó en la madrugada, el primer día de la semana, y se apareció primero a María Magdalena, de la que había echado siete demonios. Ella fue a comunicar la noticia a los que habían vivido con él, que estaban tristes y llorosos. Ellos, al oír que vivía y que había sido visto por ella, no lo creyeron. Después de esto, se apareció, bajo otra figura, a dos de ellos, cuando iban de camino a una aldea. Ellos volvieron a comunicárselo a los demás; pero tampoco creyeron a éstos."

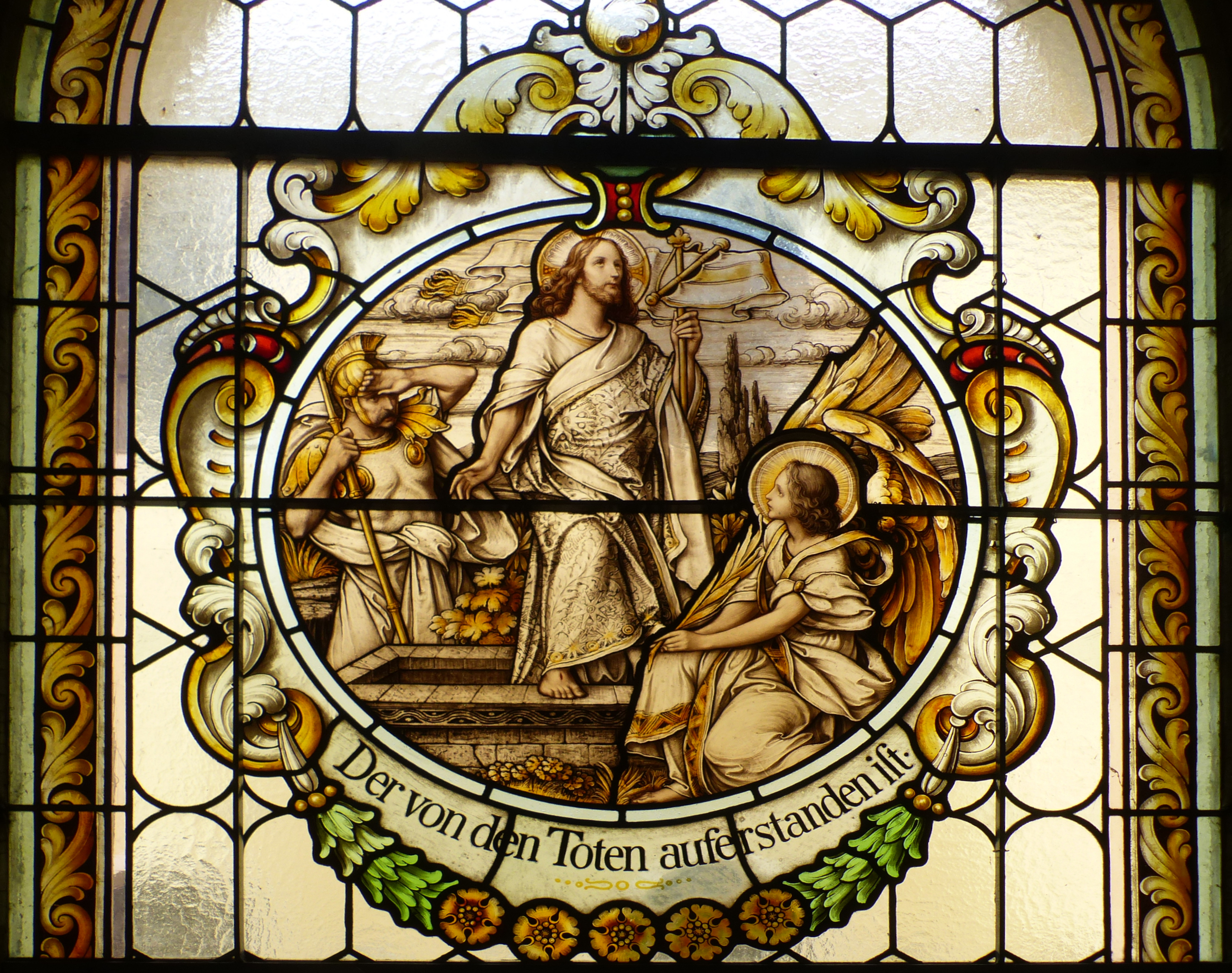
Vitral de la Resurrección en la Abadía de Lambach, Austria.

#### Según Lucas
"El primer día de la semana, muy de mañana, fueron al sepulcro llevando los aromas que habían preparado. Pero encontraron que la piedra había sido retirada del sepulcro. Al entrar, no hallaron el cuerpo del Señor Jesús. No sabían qué pensar de esto, cuando se presentaron ante ellas dos hombres con vestidos resplandecientes. Asustadas, inclinaron el rostro a tierra; pero ellos les dijeron: «¿Por qué buscáis entre los muertos al que está vivo? No está aquí, ha resucitado. Recordad cómo os habló cuando estaba todavía en Galilea, cómo os decía: ‘Es necesario que el Hijo del hombre sea entregado en manos de los pecadores y sea crucificado, pero al tercer día resucitará.’» Y ellas recordaron sus palabras.
Regresaron, pues, del sepulcro y anunciaron todas estas cosas a los Once y a todos los demás. Las que referían estas cosas a los apóstoles eran María Magdalena, Juana, María la de Santiago y las demás que estaban con ellas. Pero a ellos todas aquellas palabras les parecían desatinos, y no les creían. 
Con todo, Pedro se levantó y corrió al sepulcro. Se inclinó, pero, al ver sólo los lienzos, se volvió a su casa, asombrado por lo sucedido."

#### Según Juan
"El primer día de la semana fue María Magdalena de madrugada al sepulcro cuando todavía estaba oscuro, y vio que la piedra estaba retirada del sepulcro. Echó a correr y llegó donde Simón Pedro y el otro discípulo a quien Jesús quería, y les dijo: «Se han llevado del sepulcro al Señor, y no sabemos dónde lo han puesto.»
Salieron Pedro y el otro discípulo, y se encaminaron al sepulcro. Corrían los dos juntos, pero el otro discípulo corrió por delante más rápido que Pedro, y llegó primero al sepulcro. Al asomarse, vio los lienzos en el suelo; pero no entró. Detrás llegó también Simón Pedro. Entró en el sepulcro y vio los lienzos en el suelo; pero el sudario que había cubierto su cabeza no estaba junto a los lienzos, sino plegado en un lugar aparte. Entonces entró también el otro discípulo, el que había llegado el primero al sepulcro; vio y creyó, pues hasta entonces no habían comprendido que, según la Escritura, Jesús debía resucitar de entre los muertos. Los discípulos, entonces, volvieron a casa.
Estaba María junto al sepulcro, fuera, llorando. Mientras lloraba se inclinó hacia el sepulcro  vio dos ángeles de blanco, sentados donde había estado el cuerpo de Jesús, uno a la cabecera y otro a los pies. Le preguntaron: «Mujer, ¿por qué lloras?» Ella les respondió: «Porque se han llevado a mi Señor, y no sé dónde lo han puesto.» Dicho esto, se volvió y vio a Jesús, de pie, pero no sabía que era Jesús. Le preguntó Jesús: «Mujer, ¿por qué lloras? ¿A quién buscas?» Ella, pensando que era el encargado del huerto, le dijo: «Señor, si te lo has llevado, dime dónde lo has puesto, para que yo me lo lleve.» Jesús le dijo: «María.» Ella se volvió y le dijo en hebreo: «Rabbuní»—que quiere decir ‘Maestro’—. Replicó Jesús: «Deja de tocarme, que todavía no he subido al Padre. Pero vete donde mis hermanos y diles: Subo a mi Padre y vuestro Padre, a mi Dios y vuestro Dios.» Fue María Magdalena y dijo a los discípulos: «He visto al Señor», y les repitió las palabras que Jesús había dicho."

### En elDe consensu evangelistarumde San Agustín de Hipona

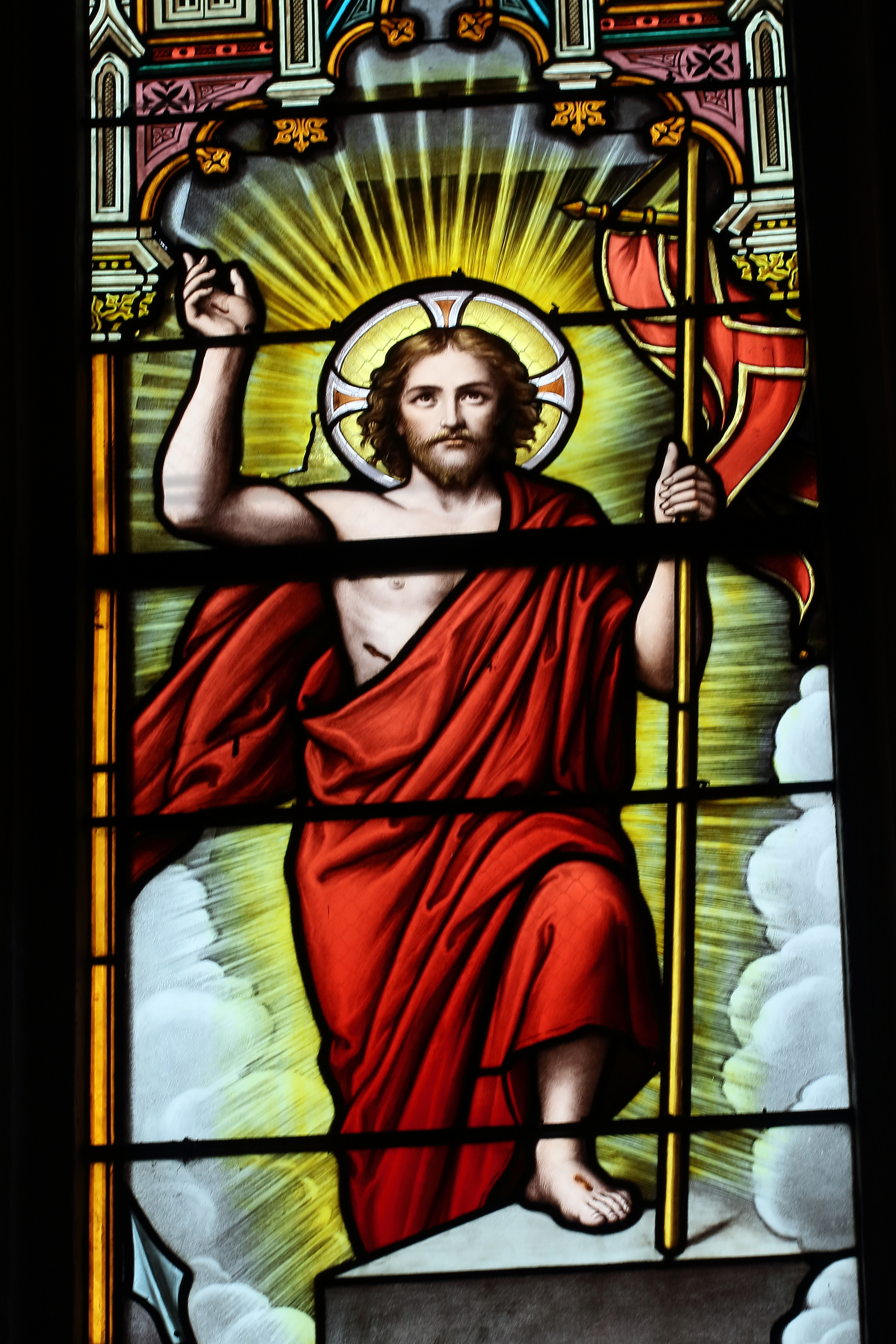
Vitral de la resurrección en la Basílica de Châteauneuf-sur-Cher, Francia.

Al amanecer del primer día de la semana, como todos están de acuerdo, se fue al sepulcro. Ya había tenido lugar lo que sólo Mateo menciona respecto al terremoto, a la remoción de la piedra y al terror experimentado por los guardias, hasta el punto de yacer como muertos en alguna parte. Según relata Juan, fue María Magdalena, sin duda en compañía de otras mujeres que habían servido al Señor, mucho más ferviente por su amor, hasta el punto de que Juan la menciona sólo a ella, silenciando a las que fueron con ella, como atestiguan los otros. Fue, pues, y vio la piedra del sepulcro removida, antes de mirar alguna otra cosa con más atención; no dudando de que habían sustraído de allí el cuerpo de Jesús, echó a correr, como refiere el mismo Juan, y lo anunció a Pedro y al mismo Juan. Este es, en efecto, el discípulo a quien amaba Jesús.
Estos comenzaron a correr al sepulcro, y Juan, que llegó delante, se inclinó y vio colocados los lienzos, pero no entró. En cambio, Pedro, que llegó detrás, entró al sepulcro y vio los lienzos colocados y el sudario que llevaba en la cabeza, no puesto con los lienzos, sino enrollado aparte. Luego entró también Juan, vio lo mismo, y creyó lo que había dicho María, es decir, que habían llevado al Señor del sepulcro. Pues aún no conocía la Escritura, es decir, que convenía que resucitase de entre los muertos. Los discípulos se volvieron de nuevo a su casa. María, sin embargo, estaba fuera, llorando junto al sepulcro, es decir, delante de aquel lugar donde estaba el sepulcro excavado en la roca, pero dentro de aquel espacio adonde ya habían entrado. Allí había un huerto como menciona el mismo Juan. Entonces vieron a un ángel sentado a la derecha sobre la piedra del sepulcro removida, a que hacen referencia Mateo y Marcos. Entonces les dijo: No temáis; sé que buscáis a Jesús el crucificado. No está aquí, ha resucitado, según dijo. Venid y ved el lugar donde estaba puesto el Señor. Id rápidamente y decid a sus discípulos que ha resucitado. Mirad, él os precede en Galilea, donde le veréis. Ved que os lo he predicho.

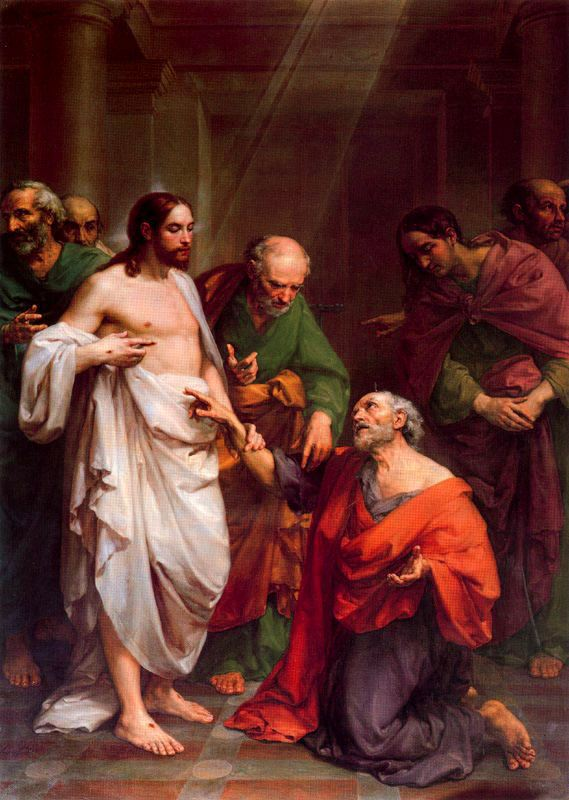
Incredulidad de Santo Tomás, 1849, de Vicente López Portaña.

Tampoco Marcos silenció cosas semejantes. Ante estas palabras, María, que seguía llorando, se inclinó y miró al sepulcro y vio dos ángeles, así dice Juan, de blanco, sentados uno a la cabeza y otro a los pies, donde habían puesto el cuerpo de Jesús. Ellos le dijeron: Mujer, ¿por qué lloras? Les dijo: Porque se han llevado a mi Señor e ignoro dónde le han puesto. Aquí hay que entender que se levantaron los ángeles, y así los vieron también de pie, como recuerda Lucas, y que, según el mismo Lucas, dijeron a las mujeres temerosas y con su rostro inclinado a tierra: ¿Por qué buscáis al vivo entre los muertos? No está aquí, sino que ha resucitado. Recordad cómo os habló cuando aún estaba con vosotros en Galilea, diciéndoos: Conviene que el Hijo del hombre sea entregado en manos de los pecadores, sea crucificado y al tercer día resucite. Y se acordaron de sus palabras. Después de esto María se volvió atrás, y, como dice Juan, vio a Jesús de pie sin saber que era Jesús. Le dijo Jesús: Mujer, ¿por qué lloras? ¿A quién buscas? Ella, pensando en el hortelano, le dijo: Señor, si lo llevaste tú, dime dónde le pusiste y yo me lo llevaré. Le dijo Jesús: María. Ella se volvió y le dijo: Rabí, que significa Maestro. Le dijo Jesús: No me toques, pues aún no he subido a mi Padre; pero vete a mis hermanos y diles: Subo al Padre mío y al Padre vuestro, al Dios mío y al Dios vuestro. Entonces salió del sepulcro, es decir, de aquel lugar donde estaba el espacio del huerto cavado ante la roca, y con ella las otras, de las que, según Mateo, se había apoderado un temblor y un pavor, y a nadie decían nada.
Entonces, ya según Mateo, en esto les sale al encuentro Jesús diciéndoles: Dios os salve. Ellas se le acercaron, se agarraron a sus pies y lo adoraron. Así deducimos que la doble alocución de los ángeles la escucharon al llegar al sepulcro, y la del Señor, una primera vez, en el momento en que María le tomó por el hortelano, y ahora, por segunda vez, cuando les salió al encuentro en el camino, para afianzarlas con la misma reiteración y liberarlas del temor. Entonces les dijo: No temáis; id, anunciad a mis hermanos que vayan a Galilea; allí me verán. Llegó, pues, María Magdalena anunciando a los discípulos que había visto al Señor y le había dicho eso. No sólo ella, sino también las otras mujeres mencionadas por Lucas, que lo anunciaron a los once discípulos y a todos los demás.

### En el Catecismo de la Iglesia Católica
"«Si no resucitó Cristo, vana es nuestra predicación, vana también vuestra fe» (1Cor 15,14). La Resurrección constituye ante todo la confirmación de todo lo que Cristo hizo y enseñó." (CIC, 651)

### Según los métodos montfortianos

#### Tercer método
"Te ofrecemos, Señor Jesús, esta undécima decena en honor de tu Resurrección gloriosa. Y te pedimos, por este misterio y por intercesión de tu Santísima Madre, el amor de Dios y el fervor en tu santo servicio."

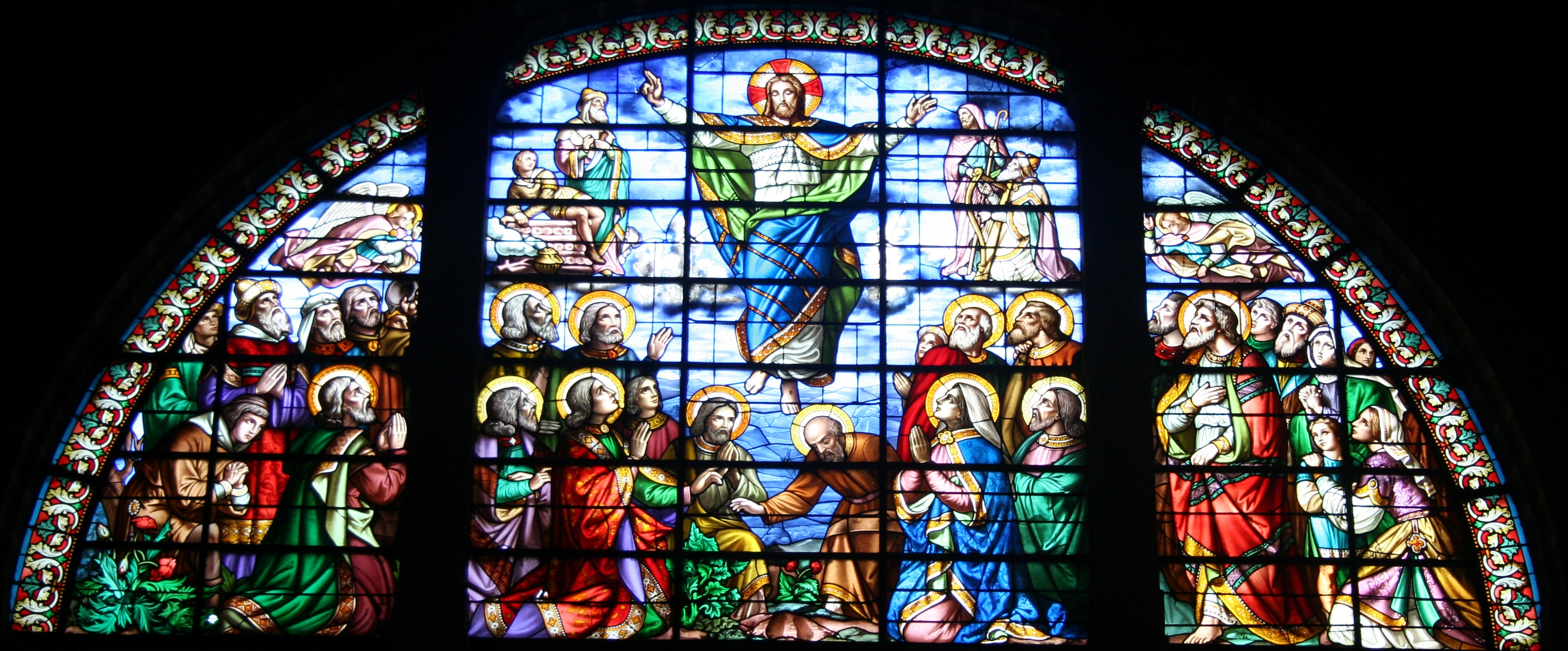
Vitral de la Ascensión en Nantes, Francia.

Dios te salve, María, llena eres de gracia, el señor es contigo, bendita tú eres entre todas las mujeres y bendito es el fruto de tu vientre, Jesús resucitado. Santa María, madre de Dios, ruega por nosotros pecadores ahora y en la hora de nuestra muerte.
"Gracias del misterio de la Resurrección, desciende a nuestras almas."

#### Cuarto método

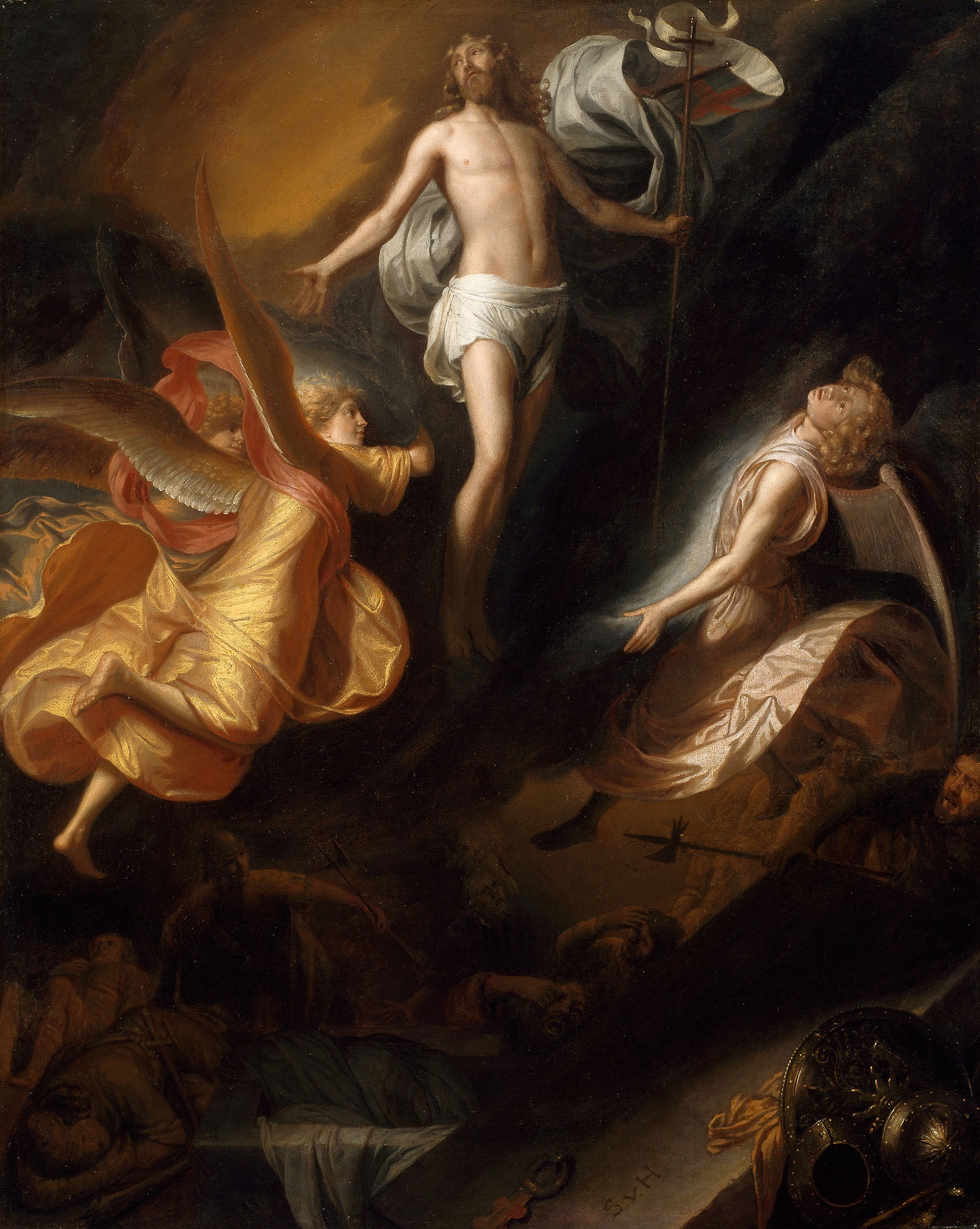
La Resurrección de Cristo, de Samuel van Hoogstraten.

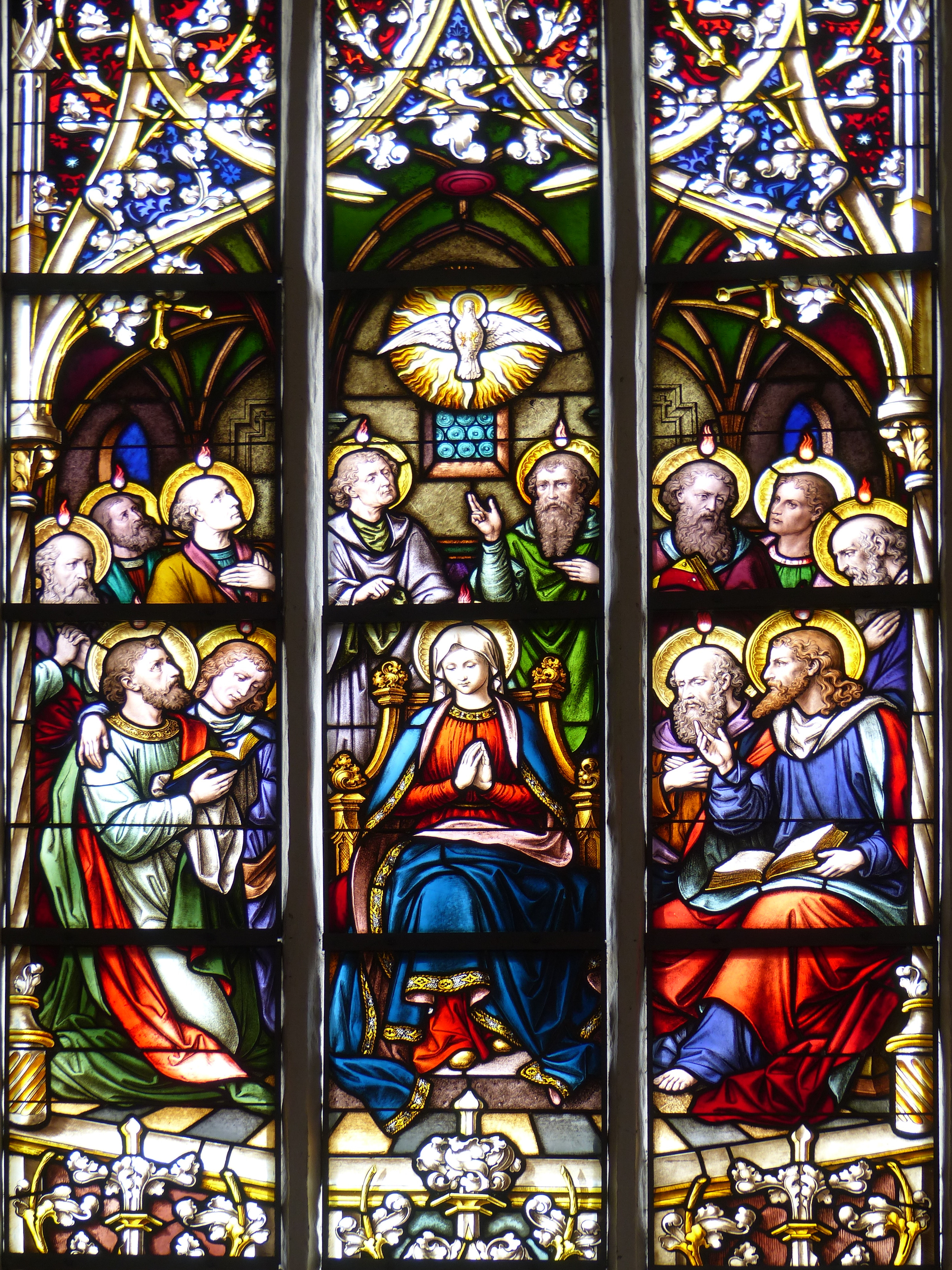
Vitral de Pentecostés en la Iglesia de la Asunción, Baja Baviera.

Inmaculada Concepción, de Giovanni Battista Tiepolo.

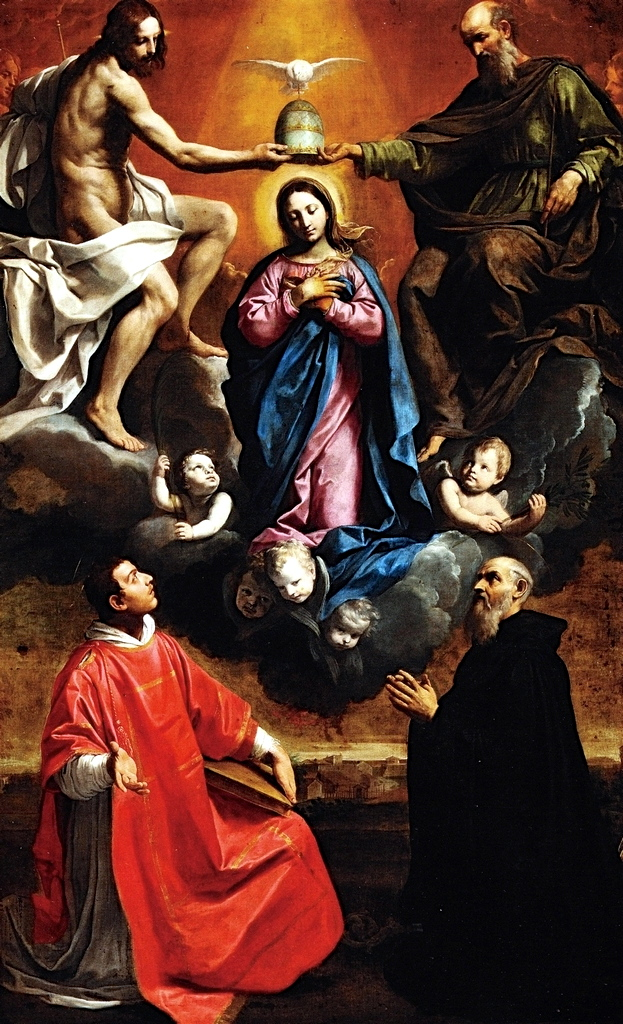
Coronación de la Virgen, de Simone Cantarini.

- Padrenuestro: Para honrar la eternidad sin principio de Dios.
- 1a. Avemaría: Para honrar el descenso del alma del Señor al lugar de los muertos.
- 2a. Avemaría: Para honrar el gozo y salida de las almas de los patriarcas que estaban en el limbo.
- 3a. Avemaría: Para honrar la unión de su alma con su cuerpo en el sepulcro.
- 4a. Avemaría: Para honrar su milagrosa salida del sepulcro.
- 5a. Avemaría: Para honrar su victoria sobre la muerte y el pecado, el mundo y el demonio.
- 6a. Avemaría; Para considerar las cuatro cualidades de su cuerpo glorioso.
- 7a. Avemaría: Para honrar el poder que recibió de su Padre en el cielo y en la tierra.
- 8a. Avemaría: Para contemplar las apariciones con que honró a su Santísima Madre, a los apóstoles y discípulos.
- 9a. Avemaría: Para escuchar las celestes conversaciones y participar en el banquete con los Apóstoles.
- 10a. Avemaría: Para honrar la autoridad y misión que les dio de ir a evangelizar el mundo entero.

#### Quinto método

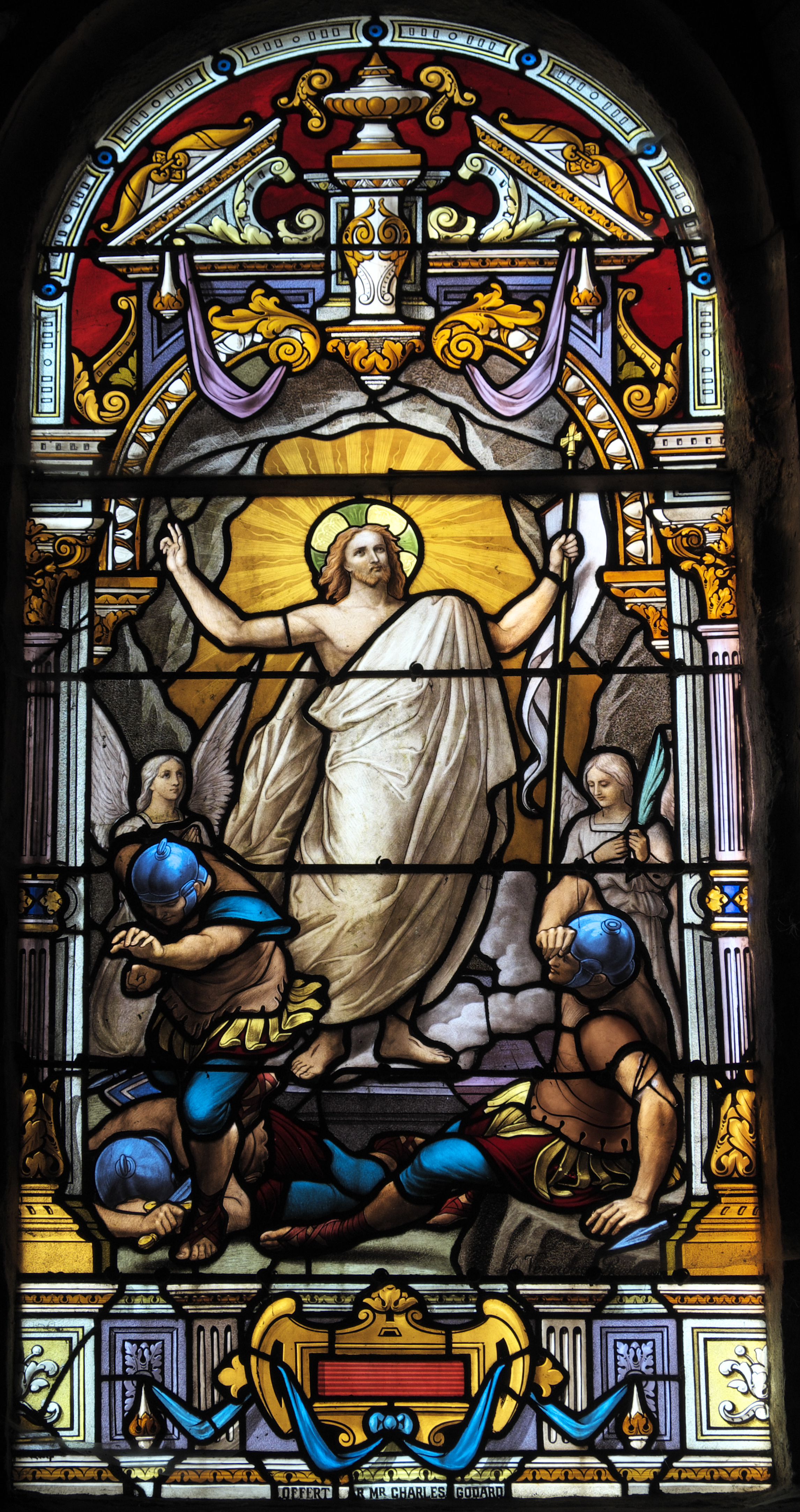
Vitral de la Resurrección en la Iglesia de San Remigio en Scrupt, Marne.

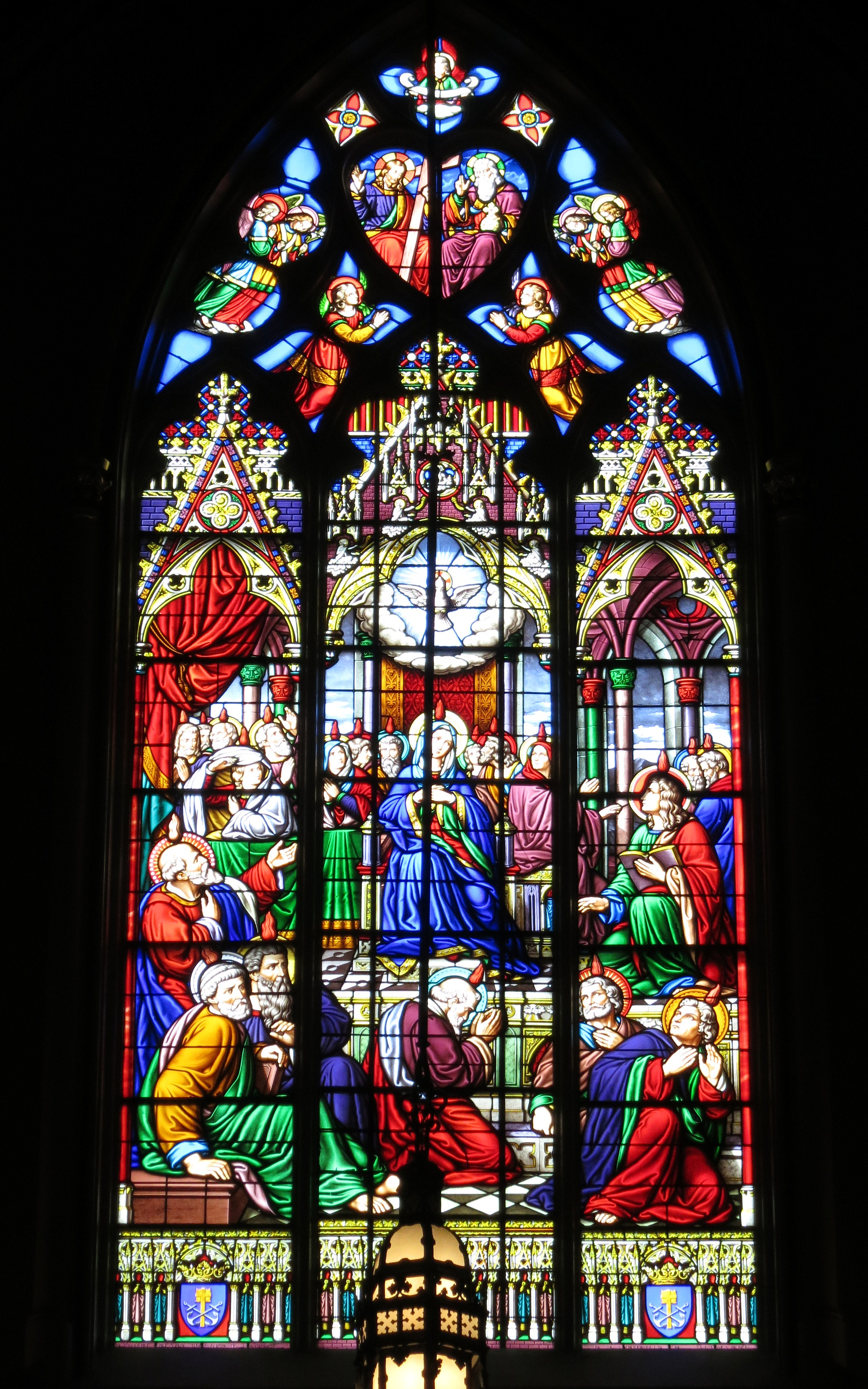
Vitral de Pentecostés en la Basílica del Sagrado Corazón de Notre Dame, Indiana.

- Padrenuestro: El ejemplo de los santos demuestra el valor del Rosario.
- 1a. Avemaría: Santo Domingo, su autor.
- 2a. Avemaría: El Beato Alano de la Rupe, su restaurador.
- 3a. Avemaría: Los hermanos Predicadores, sus propagandistas.
- 4a. Avemaría: Entre los Papas: Pío V, Inocencio III, Bonifacio VIII...que lo hicieron bordar en satín.
- 5a. Avemaría: Entre los Cardenales, San Carlos Borromeo.
- 6a. Avemaría: Entre los Obispos, San Francisco de Sales.
- 7a. Avemaría: Entre los religiosos, San Ignacio, San Felipe Neri, San Félix de Cantalicio.
- 8a. Avemaría: Entre los reyes y reinas, San Luis, Felipe I de España, la reina Blanca de Castilla.
- 9a. Avemaría: Entre los sabios, San Alberto Magno, Navarro, etc.
- 10a. Avemaría: Entre los más devotos: Sor María de la Encarnación, célebre mujer piadosa de Roma.

Imágenes de la Resurrección

## La Ascensión

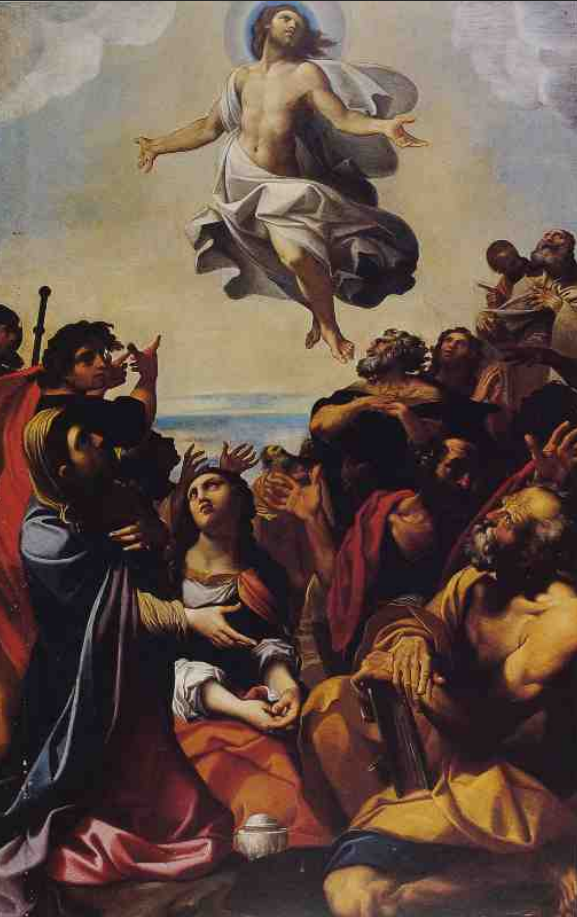
Ascensión, de Ludovico Carracci.

La Ascensión de Cristo al Cielo, pasados cuarenta días tras la resurrección (Ascensio)

### En el Nuevo Testamento

#### Según Marcos
"Con esto, el Señor Jesús, después de hablarles, fue elevado al cielo y se sentó a la diestra de Dios."

#### Según Lucas
"Los sacó hasta cerca de Betania y, alzando sus manos, los bendijo. Y, mientras los bendecía, se separó de ellos y fue llevado al cielo. Ellos, después de postrarse ante él, se volvieron a Jerusalén llenos de alegría. Y estaban siempre en el Templo alabando a Dios."

#### En los Hechos de los Apóstoles
"Dicho esto, fue levantado en presencia de ellos, y una nube lo ocultó a sus ojos. Mientras ellos estaban mirando fijamente al cielo, viendo cómo se iba, se les presentaron de pronto dos hombres vestidos de blanco que les dijeron: «Galileos, ¿por qué permanecéis mirando al cielo? Este Jesús, que de entre vosotros ha sido llevado al cielo, volverá tal como lo habéis visto marchar»."

### En el Catecismo de la Iglesia Católica
"Esta última etapa permanece estrechamente unida a la primera, es decir, a la bajada desde el cielo realizada en la Encarnación. Sólo el que «salió del Padre» puede volver al Padre: Cristo." (CIC, 661)

### Según los métodos montfortianos

#### Tercer método
"Te ofrecemos, Señor Jesús, esta decimosegunda decena en honor de tu Ascensión triunfante. Y te pedimos, por este misterio y por intercesión de tu Santísima Madre, deseo ardiente del cielo, nuestra Patria querida. ."
Dios te salve, María, llena eres de gracia, el señor es contigo, bendita tú eres entre todas las mujeres y bendito es el fruto de tu vientre, Jesús que sube al cielo. Santa María, madre de Dios, ruega por nosotros pecadores ahora y en la hora de nuestra muerte.
"Gracias del misterio de la Ascensión, desciende a nuestras almas."

#### Cuarto método
- Padrenuestro: Para honrar la inmensidad ilimitada de Dios.
- 1a. Avemaría: Para honrar la promesa que hizo Jesús a sus Apóstoles de enviarles el Espíritu Santo y la orden que les dio de prepararse a recibirlo.
- 2a. Avemaría: Para honrar la reunión y asamblea de todos sus discípulos en el Monte de los Olivos.
- 3a. Avemaría: Para honrar la bendición que les impartió al elevarse de la tierra.
- 4a. Avemaría: Para contemplar su gloriosa y admirable Ascensión por su propia virtud hasta el cielo empíreo.
- 5a. Avemaría: Para contemplar la triunfal acogida con que fue recibido por el Padre del cielo y toda la corte celeste.
- 6a. Avemaría: Para honrar el poder victorioso con que abrió la puertas del cielo por las que ningún mortal había entrado.
- 7a. Avemaría: Para honrar el haberse sentado a la derecha del Padre como su Hijo predilecto, igual a Él.
- 8a. Avemaría: Para honrar el poder que recibió de juzgar a los vivos y los muertos.
- 9a. Avemaría: Para honrar su última venida a este mundo, en la que aparecerán en todo su esplendor su poder y majestad.
- 10a. Avemaría: Para honrar la justicia que ejercerá en el Juicio universal al recompensar a los justos y castigar a los pecadores por toda la eternidad.

#### Quinto método

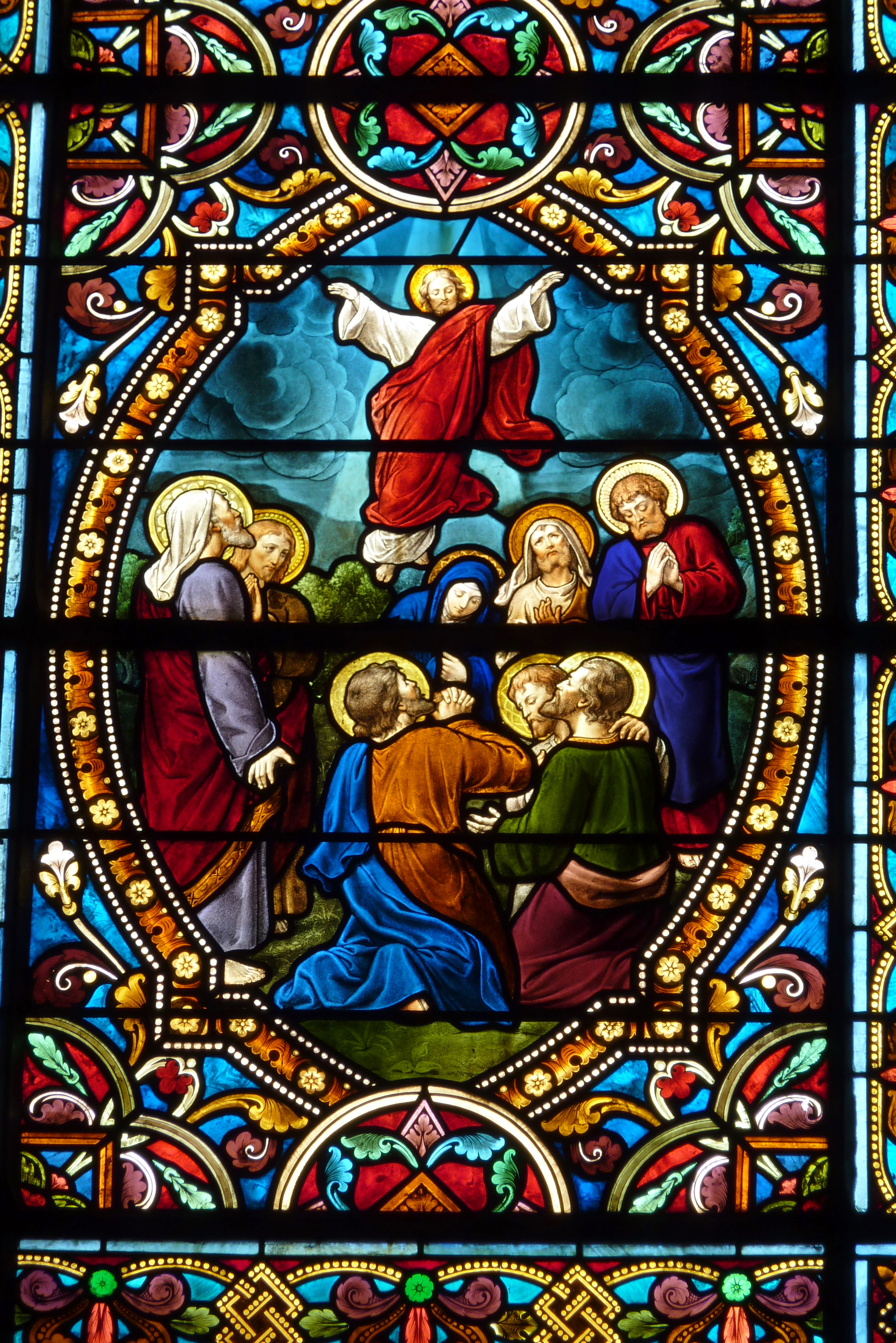
Vitral de la Ascensión en la Iglesia de Dourdan, Francia.

- Padrenuestro: La derrota de los enemigos del Rosario demuestra la gloria del mismo
- 1a. Avemaría: Los que lo descuidan.
- 2a. Avemaría: Los que rezan con tibieza y falta de atención.
- 3a. Avemaría: Los que rezan de carrera y por rutina.
- 4a. Avemaría: Los que lo rezan en pecado mortal sin arrepentirse.
- 5a. Avemaría: Los que lo rezan por hipocresía y sin devoción alguna.
- 6a. Avemaría: Los críticos que tratan de destruirlo solapadamente.
- 7a. Avemaría: Los impíos que lo atacan en sus discursos.
- 8a. Avemaría: Los cobardes que, luego de abrazarlo, lo abandonan.
- 9a. Avemaría: Los herejes que lo combaten y calumnian.
- 10a. Avemaría: Los demonios que lo atacan y destruyen con mil artimañas.

Imágenes de la Ascensión

## La Venida del Espíritu Santo

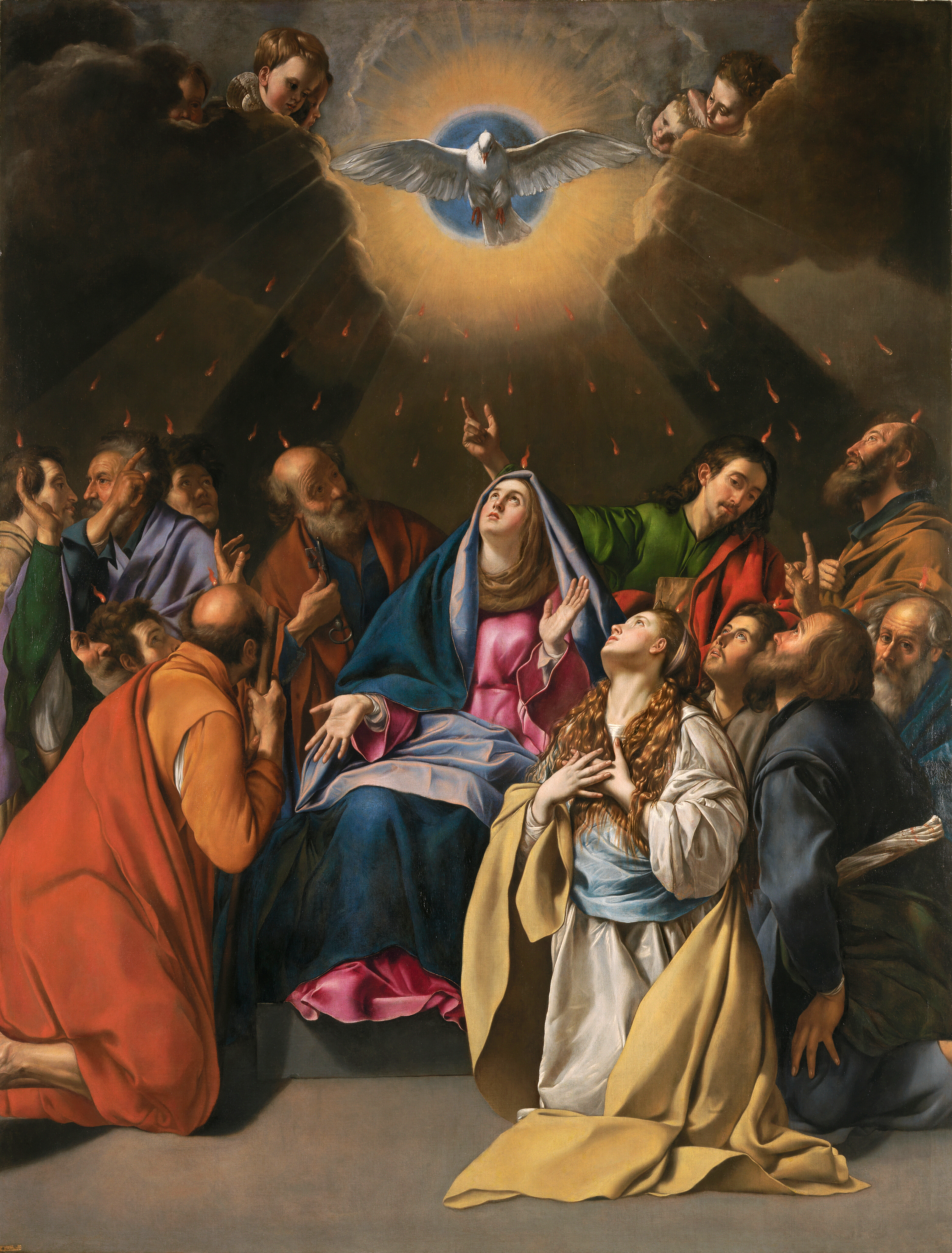
Pentecostés, de Juan Bautista Maino.

La venida del Espíritu Santo en Pentecostés (Descensus Spiritus Sancti)

### En el Nuevo Testamento

#### En los Hechos de los Apóstoles
"Al llegar el día de Pentecostés, estaban todos reunidos con un mismo objetivo. De repente vino del cielo un ruido como una impetuosa ráfaga de viento, que llenó toda la casa en la que se encontraban. Se les aparecieron unas lenguas como de fuego que se repartieron y se posaron sobre cada uno de ellos. Entonces quedaron todos llenos de Espíritu Santo y se pusieron a hablar en diversas lenguas, según el Espíritu les concedía expresarse.
Residían en Jerusalén hombres piadosos, venidos de todas las naciones que hay bajo el cielo. Al producirse aquel ruido, la gente se congregó y se llenó de estupor, porque cada uno les oía hablar en su propia lengua. Estupefactos y admirados, decían: «¿Acaso no son galileos todos estos que están hablando? Pues ¿cómo cada uno de nosotros les oímos en nuestra propia lengua nativa? Aquí estamos partos, medos y elamitas; hay habitantes de Mesopotamia, Judea, Capadocia, el Ponto, Asia, Frigia, Panfilia, Egipto y la parte de Libia fronteriza con Cirene; también están los romanos residentes aquí, tanto judíos como prosélitos, cretenses y árabes. ¿Cómo es posible que les oigamos proclamar en nuestras lenguas las maravillas de Dios?» Todos estaban estupefactos y perplejos, y se decían unos a otros: «¿Qué significa esto?» Otros, en cambio, decían riéndose: «¡Están repletos de vino!»
Entonces Pedro, presentándose con los Once, levantó la voz y les dijo: «Judíos y todos los que vivís en Jerusalén: Que quede bien claro lo que os voy a decir; prestad atención a mis palabras."

### En el Catecismo de la Iglesia Católica
"«Espíritu Santo», tal es el nombre propio de Aquél que adoramos y glorificamos con el Padre y el Hijo. La Iglesia ha recibido este nombre del Señor y lo profesa en el Bautismo de sus nuevos hijos." (CIC, 691)

### Según los métodos montfortianos

#### Tercer método
"Te ofrecemos, Señor Jesús, esta decimotercera decena en honor del misterio de la Venida del Espíritu Santo sobre la Iglesia. Y te pedimos, por este misterio y por intercesión de tu Santísima Madre, la venida del Espíritu Santo a nuestras almas."
Dios te salve, María, llena eres de gracia, el señor es contigo, bendita tú eres entre todas las mujeres y bendito es el fruto de tu vientre, Jesús que te envía la plenitud del Espíritu Santo. Santa María, madre de Dios, ruega por nosotros pecadores ahora y en la hora de nuestra muerte.
"Gracias del misterio de la Venida del Espíritu Santo, desciende a nuestras almas."

#### Cuarto método
- Padrenuestro: Para honrar la Providencia universal de Dios.
- 1a. Avemaría: Para honrar la verdad del Espíritu Santo que procede del Padre y del Hijo y es el corazón de la Divinidad.
- 2a. Avemaría: Para honrar al Espíritu Santo enviado a los Apóstoles por el Padre y el Hijo.
- 3a. Avemaría: Para honrar el gran ruido con que descendió, señal de su fuerza y poder.
- 4a. Avemaría: Para honrar las lenguas de fuego que se posaron sobre los Apóstoles y les comunicaron la inteligencia de las Escrituras y el amor a Dios y al prójimo.
- 5a. Avemaría: Para honrar la plenitud de gracias que concedió a María, su fiel esposa.
- 6a. Avemaría: Para honrar su conducta maravillosa con todos los Santos y con el mismo Jesucristo a quien condujo durante su vida.
- 7a. Avemaría: Para honrar los doce frutos del Espíritu Santo.
- 8a. Avemaría: Para honrar los siete dones del Espíritu Santo.
- 9a. Avemaría: Para pedir, especialmente, el don de sabiduría y el advenimiento de su reino a los corazones.
- 10a. Avemaría: Para obtener el triunfo sobre los tres espíritus malos que se le oponen, a saber, el de la carne, el del mundo y el del demonio.

#### Quinto método
Imágenes de Pentecostés

## La Asunción

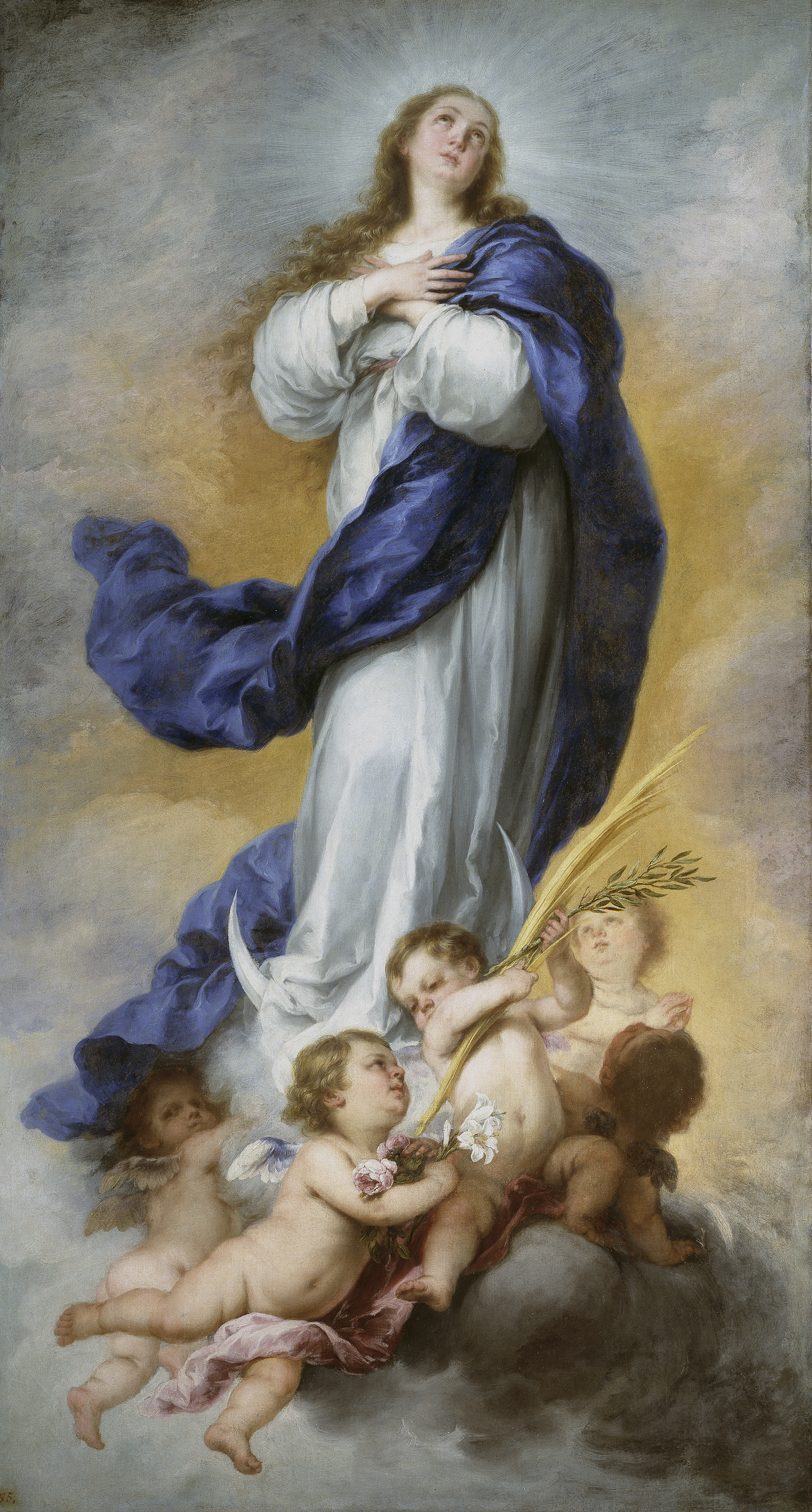
Inmaculada Concepción de Aranjuez, de Bartolomé Esteban Murillo.

La Asunción de la Virgen María, en cuerpo y alma, al Cielo (Assumptio)

### En laMunificentissimus Deus
"Y como la Iglesia universal, en la que vive el Espíritu de Verdad, que la conduce infaliblemente al conocimiento de las verdades reveladas, en el curso de los siglos ha manifestado de muchos modos su fe, y como los obispos del orbe católico, con casi unánime consentimiento, piden que sea definido como dogma de fe divina y católica la verdad de la Asunción corporal de la bienaventurada Virgen María al cielo -verdad fundada en la Sagrada Escritura, profundamente arraigada en el alma de los fieles, confirmada por el culto eclesiástico desde tiempos remotísimos, sumamente en consonancia con otras verdades reveladas, espléndidamente ilustrada y explicada por el estudio de la ciencia y sabiduría de los teólogos-, creemos llegado el momento preestablecido por la providencia de Dios para proclamar solemnemente este privilegio de María Virgen.
Nos, que hemos puesto nuestro pontificado bajo el especial patrocinio de la Santísima Virgen, a la que nos hemos dirigido en tantas tristísimas contingencias; Nos, que con rito público hemos consagrado a todo el género humano a su Inmaculado Corazón y hemos experimentado repetidamente su validísima protección, tenemos firme confianza de que esta proclamación y definición solemne de la Asunción será de gran provecho para la Humanidad entera, porque dará gloria a la Santísima Trinidad, a la que la Virgen Madre de Dios está ligada por vínculos singulares. Es de esperar, en efecto, que todos los cristianos sean estimulados a una mayor devoción hacia la Madre celestial y que el corazón de todos aquellos que se glorían del nombre cristiano se mueva a desear la unión con el Cuerpo Místico de Jesucristo y el aumento del propio amor hacia Aquella que tiene entrañas maternales para todos los miembros de aquel Cuerpo augusto. Es de esperar, además, que todos aquellos que mediten los gloriosos ejemplos de María se persuadan cada vez más del valor de la vida humana, si está entregada totalmente a la ejecución de la voluntad del Padre Celeste y al bien de los prójimos; que, mientras el materialismo y la corrupción de las costumbres derivadas de él amenazan sumergir toda virtud y hacer estragos de vidas humanas, suscitando guerras, se ponga ante los ojos de todos de modo luminosísimo a qué excelso fin están destinados los cuerpos y las almas; que, en fin, la fe en la Asunción corporal de María al cielo haga más firme y más activa la fe en nuestra resurrección.
La coincidencia providencial de este acontecimiento solemne con el Año Santo que se está desarrollando nos es particularmente grata; porque esto nos permite adornar la frente de la Virgen Madre de Dios con esta fúlgida perla, a la vez que se celebra el máximo jubileo, y dejar un monumento perenne de nuestra ardiente piedad hacia la Madre de Dios.
Por tanto, después de elevar a Dios muchas y reiteradas preces e invocar la luz del Espíritu de la Verdad, para gloria de Dios omnipotente, que otorgó a la Virgen María su peculiar benevolencia; para honor de su Hijo, Rey inmortal de los siglos y vencedor del pecado y de la muerte; para acrecentar la gloria de esta misma augusta Madre y para gozo y alegría de toda la Iglesia, por la autoridad de Nuestro Señor Jesucristo, de los bienaventurados apóstoles Pedro y Pablo y por la nuestra, pronunciamos, declaramos y definimos ser dogma de revelación divina que la Inmaculada Madre de Dios, siempre Virgen María, cumplido el curso de su vida terrena, fue asunta en cuerpo y alma a la gloria celeste.
Por eso, si alguno, lo que Dios no quiera, osase negar o poner en duda voluntariamente lo que por Nos ha sido definido, sepa que ha caído de la fe divina y católica."

### En el Catecismo de la Iglesia Católica
"La Santísima Virgen María, cumplió el curso de su vida terrena, fue llevada en cuerpo y alma a la gloria del cielo, en donde ella participa ya en la gloria de la resurrección de su Hijo, anticipando la resurrección de todos los miembros de su Cuerpo." (CIC, 974)

### Según las homilías de San Juan Damasceno

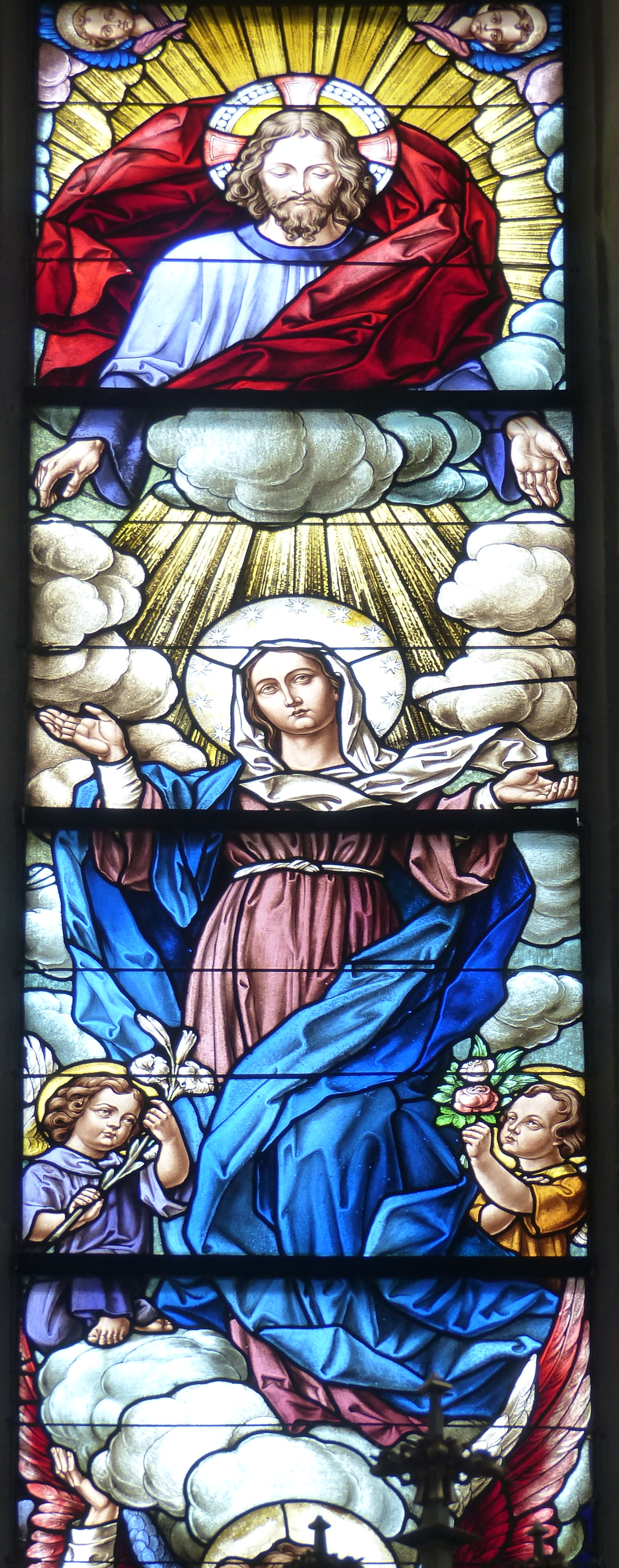
Vitral de la Asunción en Eisgarn, Austria.

"Estaban entonces presentes junto con los apóstoles el santo apóstol Timoteo, primer obispo de Éfeso, y Dionisio Areopagita, como lo testimonia él mismo sobre el bienaventurado Hieroteo, quien también estaba presente entonces. [...]¡Oh, cómo el Creador del universo tomó en sus manos aquella alma sacrosanta del tabernáculo que había acogido a Dios en su emigración: honrando legítimamente a aquella que, aun siendo esclava por naturaleza, la hizo Madre suya legítima por el inescrutable abismo de su benignidad mediante una justa dispensa, cuando se encarnó verdaderamente, y no se opuso a la desnuda naturaleza humana. [...] Y en verdad Cristo introduce por medio de los ángeles el alma en el sanctasanctórum, en los arquetipos verdaderos y celestiales, y, colocándola bajo las alas de los animales de cuádruple forma, la sitúa en su propio trono en la parte interior del velo, con el que el mismo Cristo ingresó corporalmente precediéndola a ella. [...]
Resucita y va al trono como reina ¿pero qué ocurrió? La conmoción y el estremecimiento de los elementos, como supongo, y las voces y los sonidos, los dignos cánticos de los ángeles, que en parte preceden, en parte acompañan y en parte siguen. Y en verdad otros rendían tributo y escoltaban al alma inmaculada y santísima, y la acompañaban en su subida al cielo, hasta el trono regio donde condujeron a la Reina; otros rodeaban el divino y sagrado cuerpo, y celebraban a la madre de Dios con himnos propios de los ángeles. [...]
Y así, cuando la santa y celestial gloria encomendó su santa alma a Dios, el cuerpo suyo, que había recibido a Dios, fue depositado, entre cánticos de los ángeles y los apóstoles, en una tumba en Getsemaní; y en este lugar los ángeles no dejaron de estar presentes y de cantar durante tres días completos. [...] Pero el cuerpo es llevado en manos de los apóstoles, mientras el Rey de reyes lo recubre con el esplendor de su invisible divinidad, y toda la asamblea de los santos desfilando delante de él, y con sagradas aclamaciones, ofreciendo un sacrificio de alabanzas en el sepulcro, como si fuese un tálamo nupcial, por este mismo (Cristo) es colocado en las delicias del Edén y en los tabernáculos celestiales. [...] Pues aquella Virgen que al dar a luz conservó íntegra su virginidad, ella misma al momento de emigrar de la vida conservó su cuerpo de tal modo que no se corrompió, sino que se convirtió en un mejor y más divino tabernáculo, que ya no sea interrumpido por la muerte, sino que perdure eternamente. [...]
Al cesar al cabo de tres días los cantos de los ángeles, los apóstoles que estaban presentes después de que Tomás, antes ausente, viniese y desease ver el cuerpo que había gestado a Dios, abrieron el túmulo. Y en verdad no pudieron encontrar de ningún modo el laudabilísimo cuerpo; y, luego de ver echados por tierra los lienzos funerarios y fuesen inundados por el inenarrable aroma que emanaba de ellos, cerraron el sepulcro. Entonces, estupefactos por el misterioso oráculo, solo pudieron pensar esto: que Aquel que se había complacido en tomar de la Virgen María carne para unirla a su propia Persona y se había hecho hombre de ella y había también conservado incorrupta su virginidad después del parto, a Él también le complació honrar su inmaculado cuerpo con la incorrupción, después de que su alma emigrase de él, y con su traslado antes de la común y universal resurrección.

### En laExposición de la Salutación Angélicade Santo Tomás de Aquino
"Tres maldiciones se dieron a los hombres por el pecado.
La primera se dio a la mujer, a saber: que concebiría con corrupción, que llevaría (lo concebido) con molestias; y daría a luz con dolor. Mas de esta fue inmune la Bienaventurada Virgen, pues concibió al Salvador sin corrupción, lo llevó con solaz, y lo dio a luz con alegría. Isaías 35,2 dice: Fructificará copiosamente, y se regocijará llena de alborozo, y entonará himnos.
La segunda maldición se dio al hombre, a saber, que con sudor comería su pan. De ésta (también) estuvo inmune la Bienaventurada Virgen, porque, como dice el Apóstol en 1 Cor (7,34), las vírgenes están libres de las preocupaciones de este mundo y se dedican sólo a Dios.
La tercera (maldición) fue común para varones y mujeres, a saber: que volverían al polvo. Y de ésta (también) estuvo inmune la Bienaventurada Virgen, ya que fue asunta al cielo en cuerpo (y alma). Pues creemos que después de su muerte fue resucitada y llevada al cielo. En el Salmo 131,8 se dice: Levántate, Señor, (y ven) a tu mansión: tú y el arca de tu santificación."

### En las Revelaciones de Santa Brígida de Suecia

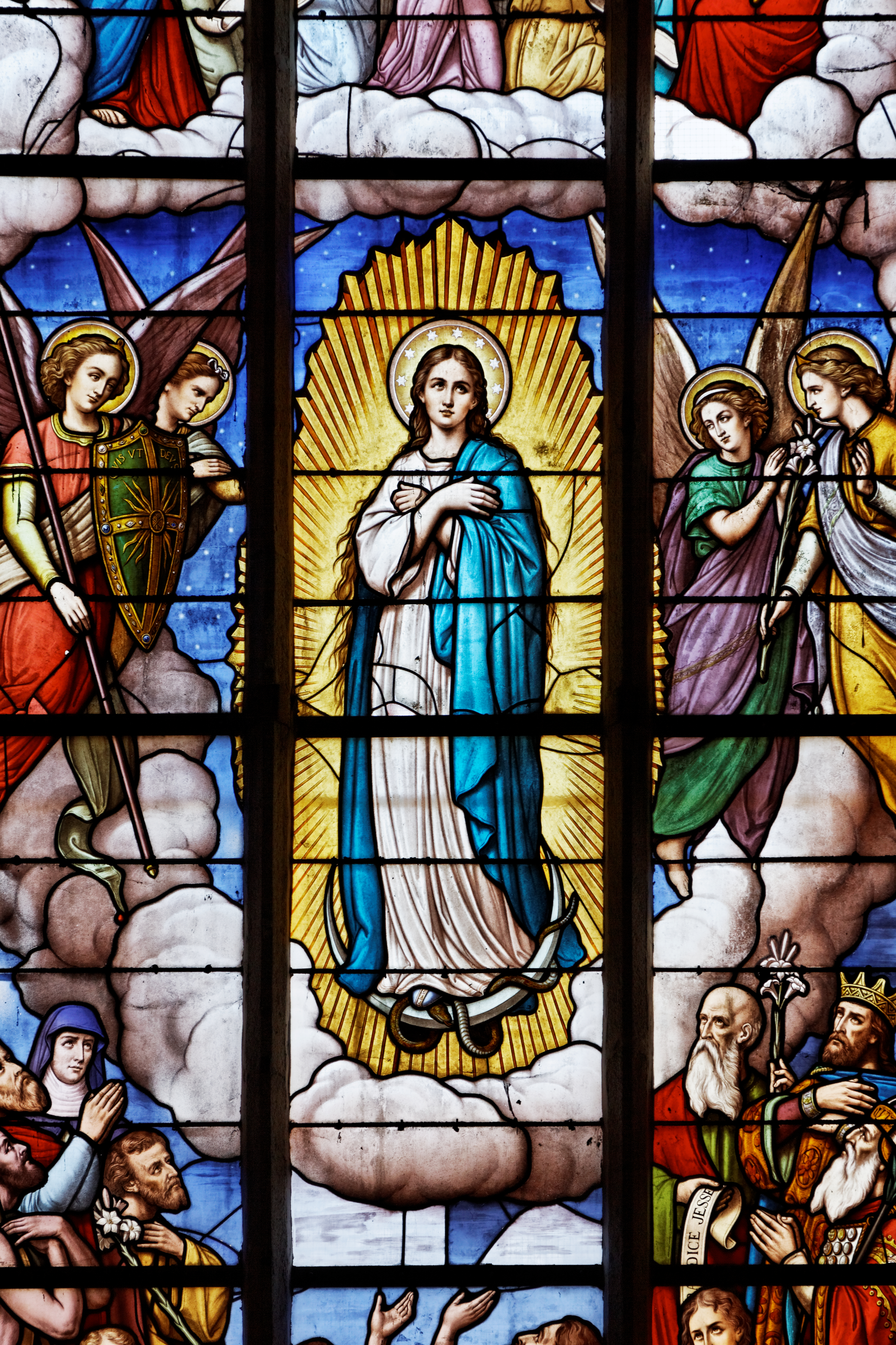
Vitral de la Asunción en Landivisiau, Finisterre.

"Dice la Virgen a la Santa: Como cierto día, transcurridos algunos años después de la Ascensión de mi Hijo, estuviese yo muy ansiosa con el deseo de ir a estar con Él, vi un ángel resplandeciente como antes había visto otros, el cual me dijo: Tu Hijo, que es nuestro Dios y Señor, me envía a anunciarte que ya es tiempo de que vayas a él corporalmente, para recibir la corona que te está preparada. Y yo le respondí: ¿Sabes tú acaso el día y hora en que he de salir de este mundo? Y me contestó el ángel: Vendrán los amigos de tu Hijo, quienes darán sepultura a tu cuerpo. Enseguida desapareció el ángel, y yo me preparé para mi tránsito, visitando según mi costumbre todos los lugares donde mi Hijo había padecido. 
Hallábase un día suspenso mi ánimo en la admiración del amor de Dios, y en aquella contemplación llenóse mi alma de tanto júbilo, que apenas podía caber en sí, y con semejante consideración salió de mi cuerpo. Pero qué cosas y cuán magníficas vio entonces mi alma, y con cuánta gloria la honraron el Padre, el Hijo y el Espíritu Santo, y por cuánta muchedumbre de ángeles fue elevada al cielo, ni tú podrías comprenderlo, ni yo te lo quiero decir, antes que se separen tu alma y tu cuerpo, aun cuando algo de todo esto te manifesté en aquella oración cotidiana que te inspiró mi Hijo. 
Los que conmigo estaban en la casa en el momento de yo expirar, conocieron bien por el desacostumbrado esplendor, que notaron, que alguna cosa de Dios pasaba entonces conmigo. Vinieron los amigos de mi Hijo enviados por disposición divina, y enterraron mi cuerpo en el valle de Josafat, y los acompañaron infinitos ángeles como los átomos del sol; pero los espíritus malignos no se atrevieron a acercarse. A los pocos días de estar mi cuerpo sepultado en la tierra, subió al cielo con muchedumbre de ángeles. Y este intervalo de tiempo no es sin grandísimo misterio, porque en la hora séptima será la resurrección de los cuerpos, y en la hora octava se completará la bienaventuranza de las almas y de los cuerpos."

### Según los métodos montfortianos

#### Tercer método
"Te ofrecemos, Señor Jesús, esta decimocuarta decena en honor de la Resurrección y gloriosa Asunción de tu Santísima Madre. Y te pedimos, por este misterio y por intercesión de Ella, tierna devoción para con tan buena Madre."
Dios te salve, María, llena eres de gracia, el señor es contigo, bendita tú eres entre todas las mujeres y bendito es el fruto de tu vientre, Jesús que te resucita. Santa María, madre de Dios, ruega por nosotros pecadores ahora y en la hora de nuestra muerte.
"Gracias del misterio de la Asunción de María, desciende a nuestras almas."

#### Cuarto método
- Padrenuestro: Para honrar la inenarrable generosidad de Dios.
- 1a. Avemaría: Para honrar la eterna predestinación de María a ser la obra maestra de Dios.
- 2a. Avemaría: Para honrar su concepción inmaculada y su plenitud de gracia y raciocinio desde el seno de Santa Ana.
- 3a. Avemaría: Para honrar su Natividad que alegró a todo el universo.
- 4a. Avemaría: Para honrar su presentación y permanencia en el templo.
- 5a. Avemaría: Para honrar su vida admirable y exenta de todo pecado.
- 6a. Avemaría: Para honrar la plenitud de sus virtudes excepcionales.
- 7a. Avemaría: Para honrar su virginidad fecunda y su parto sin dolor.
- 8a. Avemaría: Para honrar su maternidad divina y su alianza con la Santísima Trinidad.
- 9a. Avemaría: Para honrar su preciosa y amorosa muerte.
- 10a. Avemaría: Para honrar su resurrección y asunción triunfante.

#### Quinto método

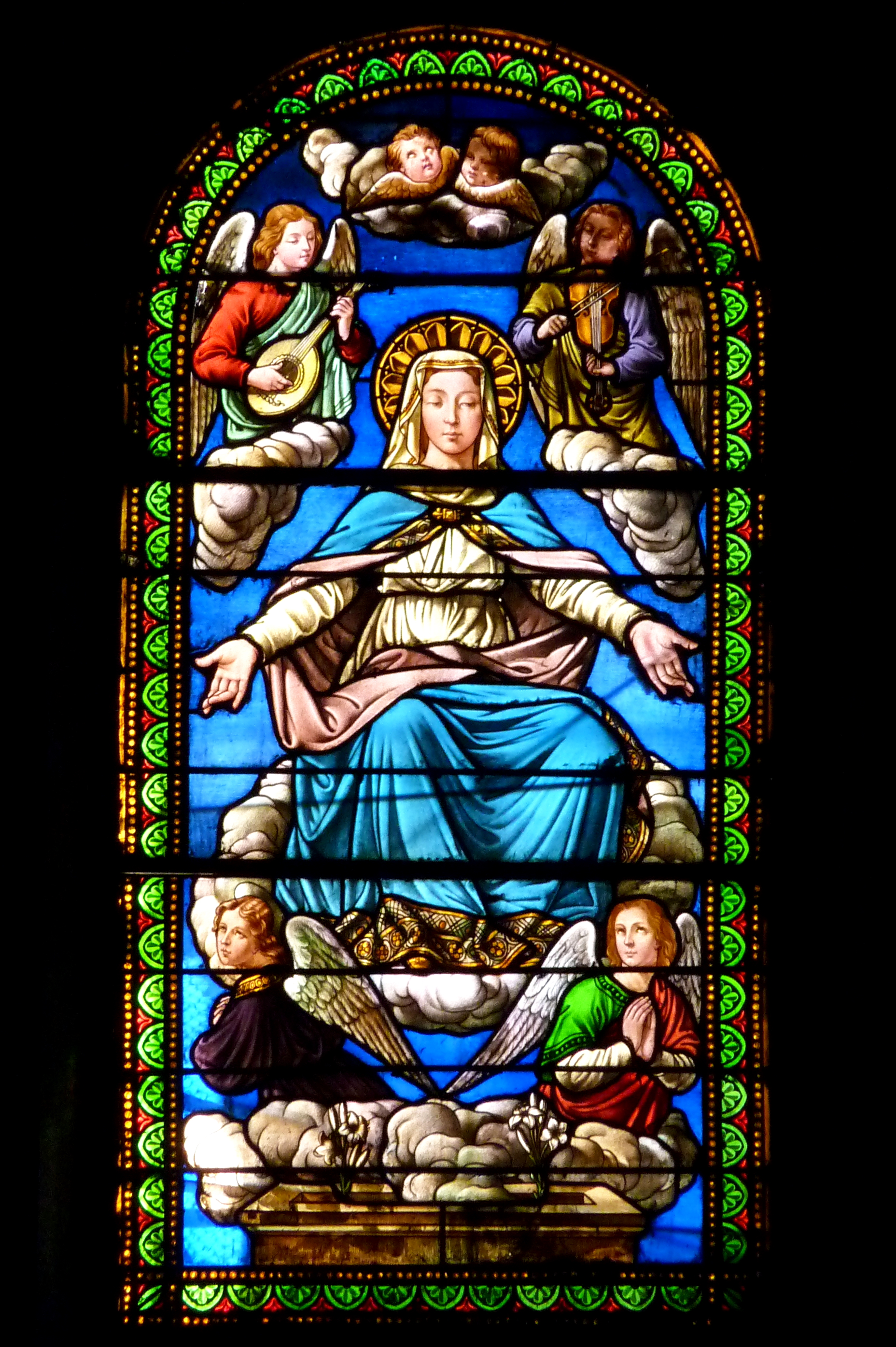
Vitral de la Asunción en Châteauneuf-du-Pape, Francia.

- Padrenuestro: Cómo rezar bien el Rosario.
- 1a. Avemaría: Hay que rezarlo con recta intención, sin apego al pecado mortal.
- 2a. Avemaría: Santamente y sin mala intención.
- 3a. Avemaría: Atentamente y sin distracciones.
- 4a. Avemaría: Lenta y pausadamente.
- 5a. Avemaría: Devotamente, meditando los misterios.
- 6a. Avemaría: Modestamente, arrodillado o de pies.
- 7a. Avemaría: Íntegramente, no a medias, y todos los días.
- 8a. Avemaría: En secreto, cuando uno lo recita solo.
- 9a. Avemaría: Públicamente, a dos coros.
- 10a. Avemaría: Constantemente hasta la muerte.

Imágenes de la Asunción

## La Coronación de la Virgen

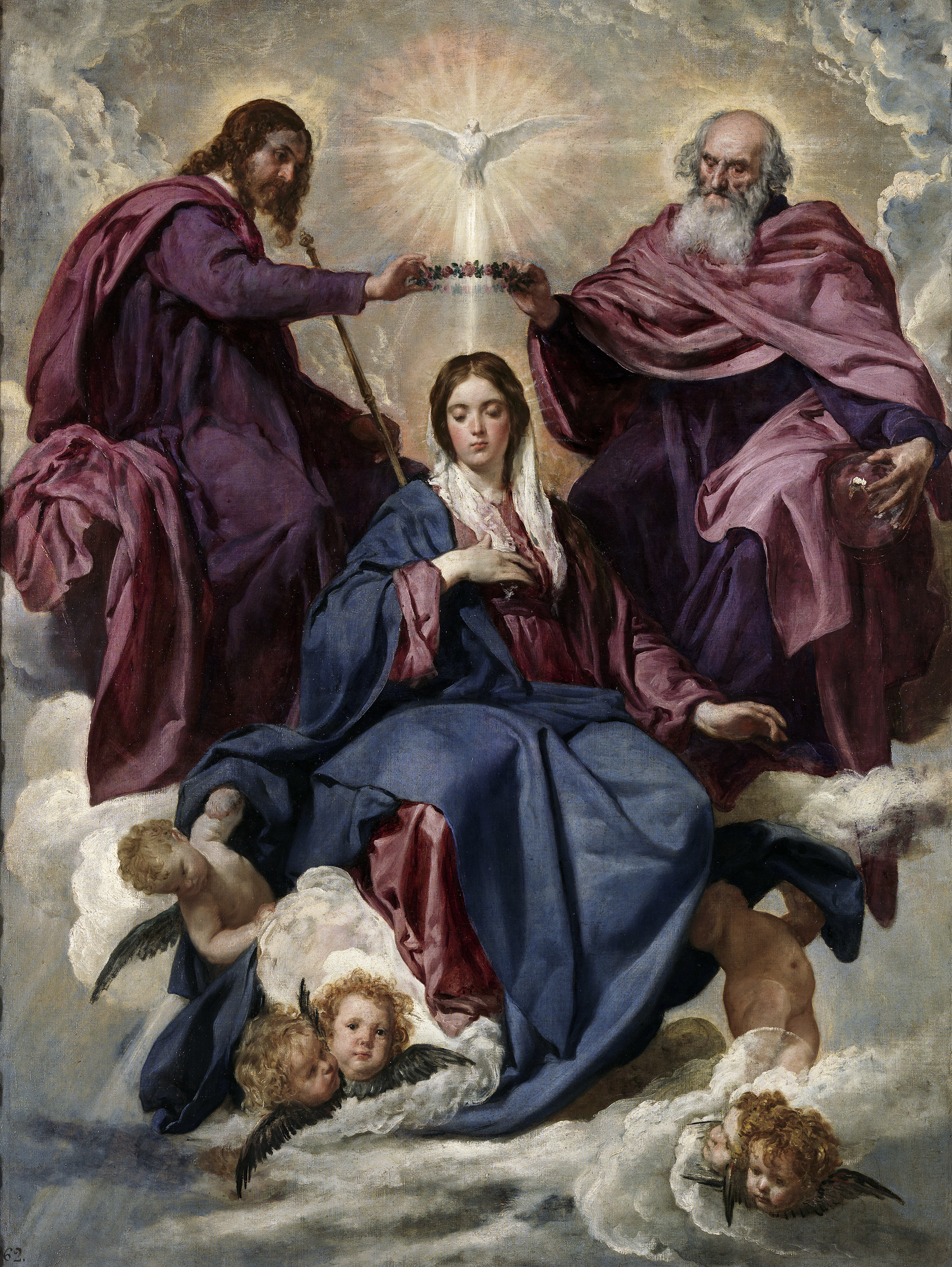
La Coronación de la Virgen, de Diego Velázquez.

La coronación celestial de la Virgen María (Coronatio in Caelo)

### En laMística Ciudad de Diosde María de Ágreda
"Colocada María santísima en este lugar y trono eminentísimo, declaró el Señor a los cortesanos del cielo los privilegios de que gozaba por aquella majestad participada. Y la persona del eterno Padre, como primer principio de todo, hablando con los ángeles y santos, dijo: «Nuestra hija María fue escogida y poseída de nuestra voluntad eterna entre todas las criaturas y la primera para nuestras delicias y nunca degeneró del título y ser de hija que le dimos en nuestra mente divina, y tiene derecho a nuestro reino, de quien ha de ser reconocida y coronada por legítima Señora y singular Reina.»- El Verbo humanado dijo: «A mi madre verdadera y natural le pertenecen todas las criaturas que por mí fueron criadas y redimidas, y de todo lo que yo soy Rey ha de ser ella legítima y suprema Reina.»-El Espíritu Santo dijo: «Por el título de Esposa mía, única y escogida, a que con fidelidad ha correspondido, se le debe también la corona de Reina por toda la eternidad.» 
Dichas estas razones, las tres divinas personas pusieron en la cabeza de María santísima una cortina de gloria de tan nuevo resplandor y valor, cual ni se vio antes ni se verá después en pura criatura. Al mismo tiempo salió una voz del trono que decía: 

«Amiga y escogida entre las criaturas, nuestro reino es tuyo; tú eres Reina, Señora y Superiora de los serafines y de todos nuestros ministros los ángeles y de toda la universidad de nuestras criaturas. Atiende, manda y reina prósperamente sobre ellas, que en nuestro supremo consistorio te damos imperio, majestad y señorío. Siendo llena de gracia sobre todos, te humillaste en tu estimación al inferior lugar; recibe ahora el supremo que se te debe y el dominio participado de nuestra divinidad sobre todo lo que fabricaron nuestras manos con nuestra omnipotencia. 

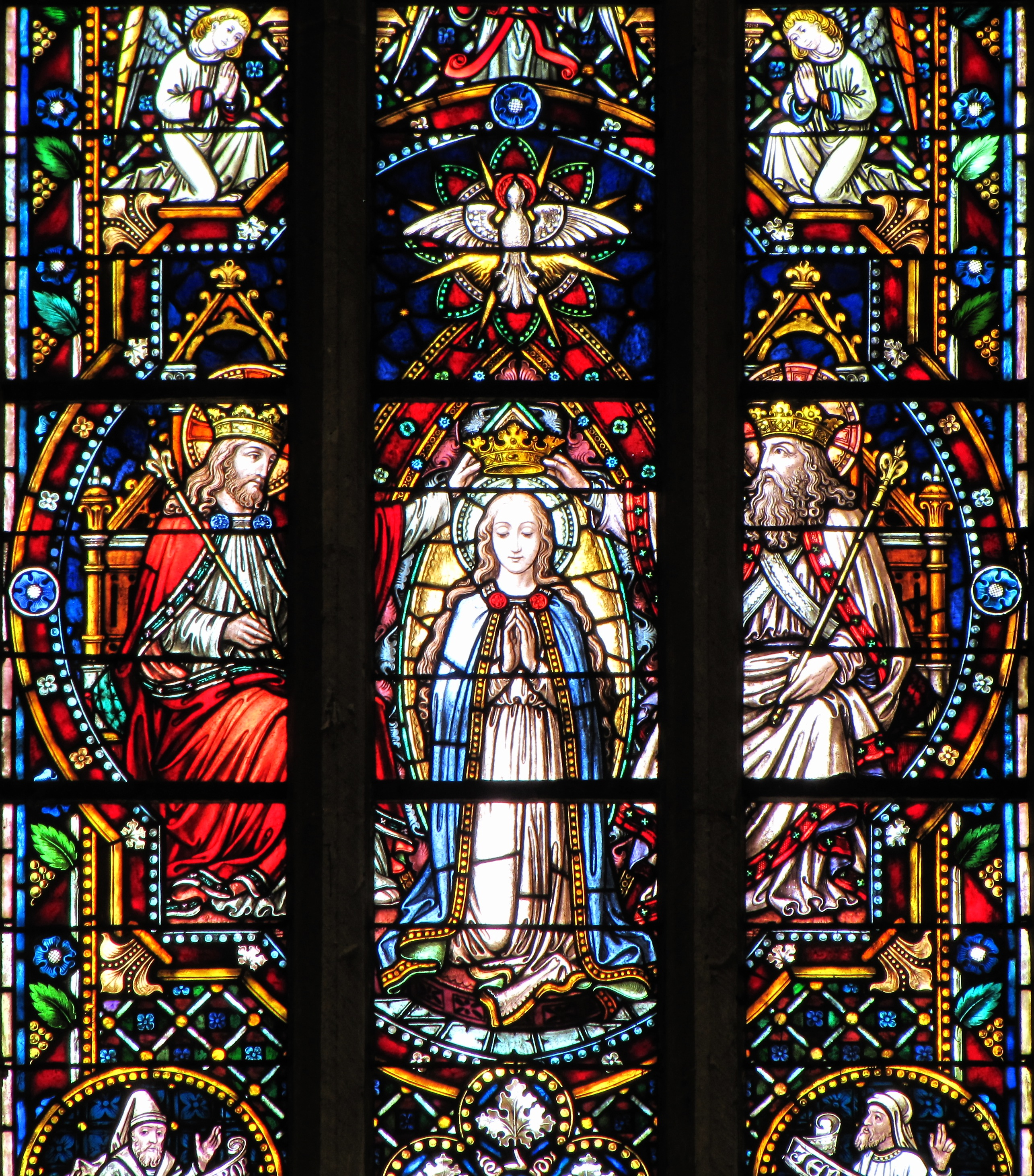
Vitral de la Coronación de María en Rouffach, Francia.

Desde tu real trono mandarás hasta el centro de la tierra, y con el poder que te damos sujetarás al infierno y todos sus demonios y moradores; todos te temerán como a suprema Emperatriz y Señora de aquellas cavernas y moradas de nuestros enemigos. Reinarás sobre la tierra y todos los elementos y sus criaturas. En tus manos y en tu voluntad ponemos las virtudes y efectos de todas las causas, sus operaciones, su conservación, para que dispenses de las influencias de los cielos, de la pluvia de las nubes y de los frutos de la tierra; y de todo distribuye por tu disposición, a que estará atenta nuestra voluntad para ejecutar la tuya. Serás Reina y Señora de todos los mortales para mandar y detener la muerte y conservar su vida. Serás Emperatriz y Señora de la Iglesia militante, su Protectora, su Abogada, su Madre y su Maestra. Serás especial Patrona de los reinos católicos; y si ellos y los otros fieles y todos los hijos de Adán te llamaren de corazón y te sirvieren y obligaren, los remediarás y ampararás en sus trabajos y necesidades. Serás amiga, defensora y capitana de todos los justos y amigos nuestros, y a todos los consolarás y confortarás y llenarás de bienes conforme te obligaren con su devoción. 
Y para esto te hacemos depositaria de nuestras riquezas, tesorera de nuestros bienes, ponemos en tu mano los auxilios y favores de nuestra gracia para que los dispenses, y nada queremos conceder al mundo que no sea por tu mano y no queremos negarlo si lo concedieres a los hombres. En tus labios está derramada la gracia para todo lo que quisieres y ordenares en el cielo y en la tierra, y en todas partes te obedecerán los ángeles y los hombres, porque todas nuestras cosas son tuyas como tú siempre fuiste nuestra, y reinarás con nosotros para siempre.»
En ejecución de este decreto y privilegio concedido a la Señora del universo, mandó el Omnipotente a todos los cortesanos del cielo, ángeles y hombres, que todos prestasen la obediencia a María santísima y la reconociesen por su Reina y Señora."

### En el Catecismo de la Iglesia Católica
"Finalmente, la Virgen inmaculada, preservada libre de toda mancha de pecado original, terminado el curso de su vida en la tierra, fue llevada a la gloria del cielo y elevada al trono por el Señor como Reina del universo, para ser conformada más plenamente a su Hijo, Señor de los Señores y vencedor del pecado y de la muerte." (CIC, 966)

### Según los métodos montfortianos

#### Tercer método
"Te ofrecemos, Señor Jesús, esta decimoquinta decena en honor de la Coronación de tu Santísima Madre en el cielo. Y te pedimos, por este misterio y por intercesión de Ella, la perseverancia en la gracia y la corona de la gloria.."
Dios te salve, María, llena eres de gracia, el señor es contigo, bendita tú eres entre todas las mujeres y bendito es el fruto de tu vientre, Jesús que te corona. Santa María, madre de Dios, ruega por nosotros pecadores ahora y en la hora de nuestra muerte.
En esta decena se añade, antes de cada Avemaría, las siguientes invocaciones:
- Arcángel San Miguel y todos los santos ángeles, pidan a Dios las gracias que necesitamos.
- San Abraham y todos los santos patriarcas, pidan a Dios las gracias que necesitamos.
- San Juan Bautista y todos los santos profetas, pidan a Dios las gracias que necesitamos.
- Santos Pedro y Pablo y todos los santos apóstoles, pidan a Dios las gracias que necesitamos.
- San Esteban, San Lorenzo y todos los mártires, pidan a Dios las gracias que necesitamos.
- San Hilario y todos los santos pontífices, pidan a Dios las gracias que necesitamos.
- San José y todos los santos confesores, pidan a Dios las gracias que necesitamos.
- Santa Catalina, Santa Teresa y todas las santas vírgenes, pidan a Dios las gracias que necesitamos.
- Santa Ana y todas las santas mujeres, pidan a Dios las gracias que necesitamos.
- Todos los santos y santas del paraíso, pidan a Dios las gracias que necesitamos.

Y se cierra al igual que en los anteriores con:
"Gracias del misterio de la coronación de María, desciende a nuestras almas."

#### Cuarto método
- Padrenuestro: Para honrar la gloria inaccesible de Dios.
- 1a. Avemaría: Para honrar la triple corona con que la Santísima Trinidad galardonó a María.
- 2a. Avemaría: Para honrar la alegría y gloria renovada del cielo gracias a su triunfo.
- 3a. Avemaría: Para reconocerla por reina del cielo y de la tierra, de los ángeles y de los hombres.
- 4a. Avemaría: Para reconocerla como Tesorera y Dispensadora de las gracias de Dios Padre, de los méritos de Jesucristo y de los dones del Espíritu Santo.
- 5a. Avemaría: Para reconocerla como Mediadora y Abogada del género humano.
- 6a. Avemaría: Para reconocerla como Exterminadora del demonio y de las herejías.
- 7a. Avemaría: Para reconocerla como Refugio seguro de los pecadores.
- 8a. Avemaría: Para reconocerla como Madre y Educadora de los cristianos.
- 9a. Avemaría: Para reconocerla como Alegría y Dulzura de los justos.
- 10a. Avemaría: Para reconocerla como Asilo universal de los vivientes, Consuelo poderoso de los afligidos, de los moribundos y de las almas del Purgatorio.

#### Quinto método

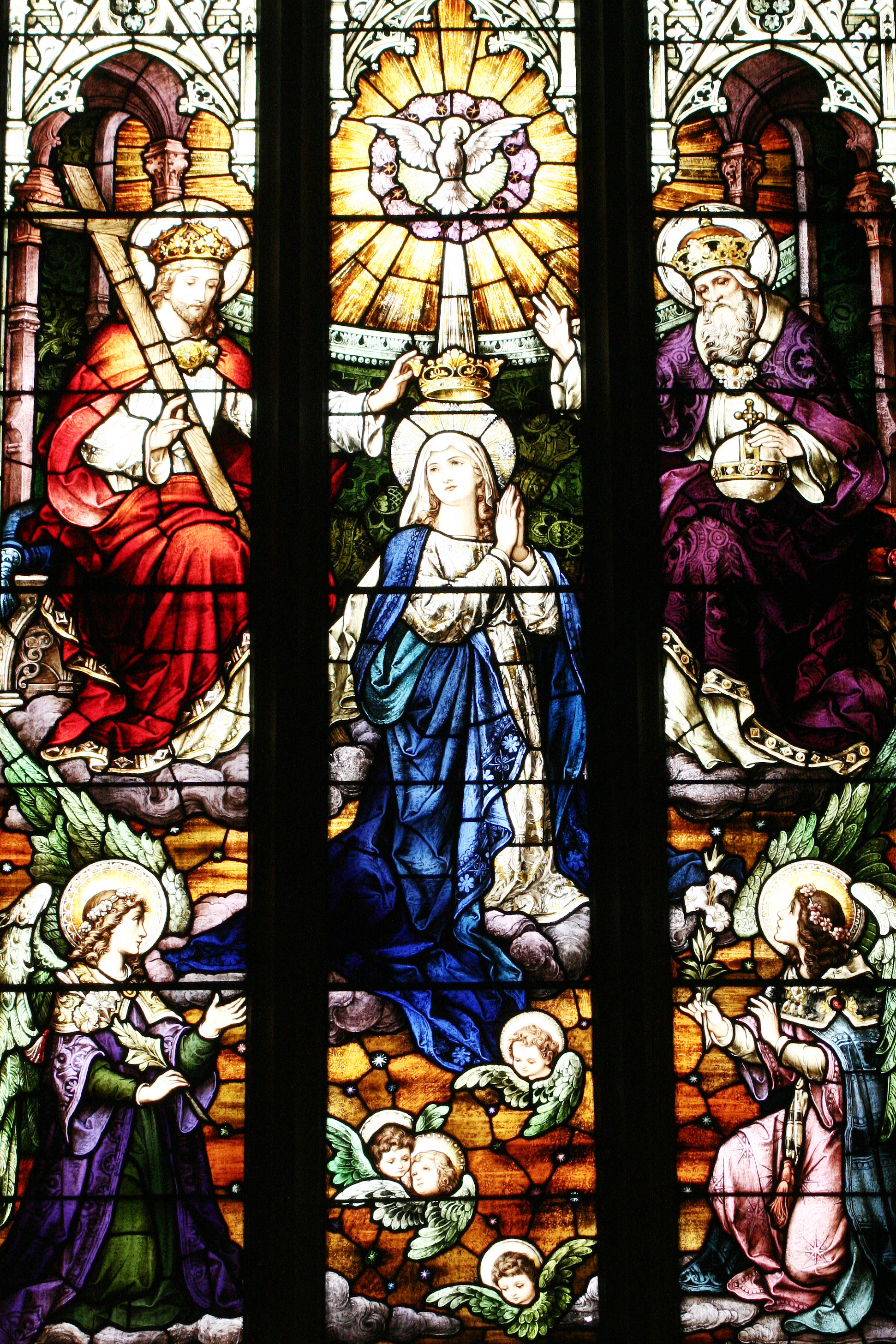
Vitral de la Coronación en la Catedral Basílica de San Miguel, Toronto.

- Padrenuestro: Métodos para rezar el Rosario.
- 1a. Avemaría: Se lo puede rezar recitando simplemente un Padrenuestro, 10 Avemarías con la enunciación del misterio.
- 2a. Avemaría: Se pueden añadir algunas palabras a la enunciación del misterio.
- 3a. Avemaría: Se puede hacer una corta ofrenda en cada decena.
- 4a. Avemaría: Se la puede hacer larga y prolongada.
- 5a. Avemaría: Se puede formular una intención especial en cada Avemaría.
- 6a. Avemaría: Se lo puede recitar interiormente sin pronunciar palabras.
- 7a. Avemaría: Se puede hacer una genuflexión en cada Avemaría.
- 8a. Avemaría: Se puede hacer también una postración.
- 9a. Avemaría: Se puede añadir un golpe de disciplina.
- 10a. Avemaría: Se puede recordar a los Santos, en cada decena, según la inspiración del Espíritu Santo, y combinar algunos de los métodos reseñados.

Imágenes de la coronación de María